# Liste der Zhonghua Laozihao

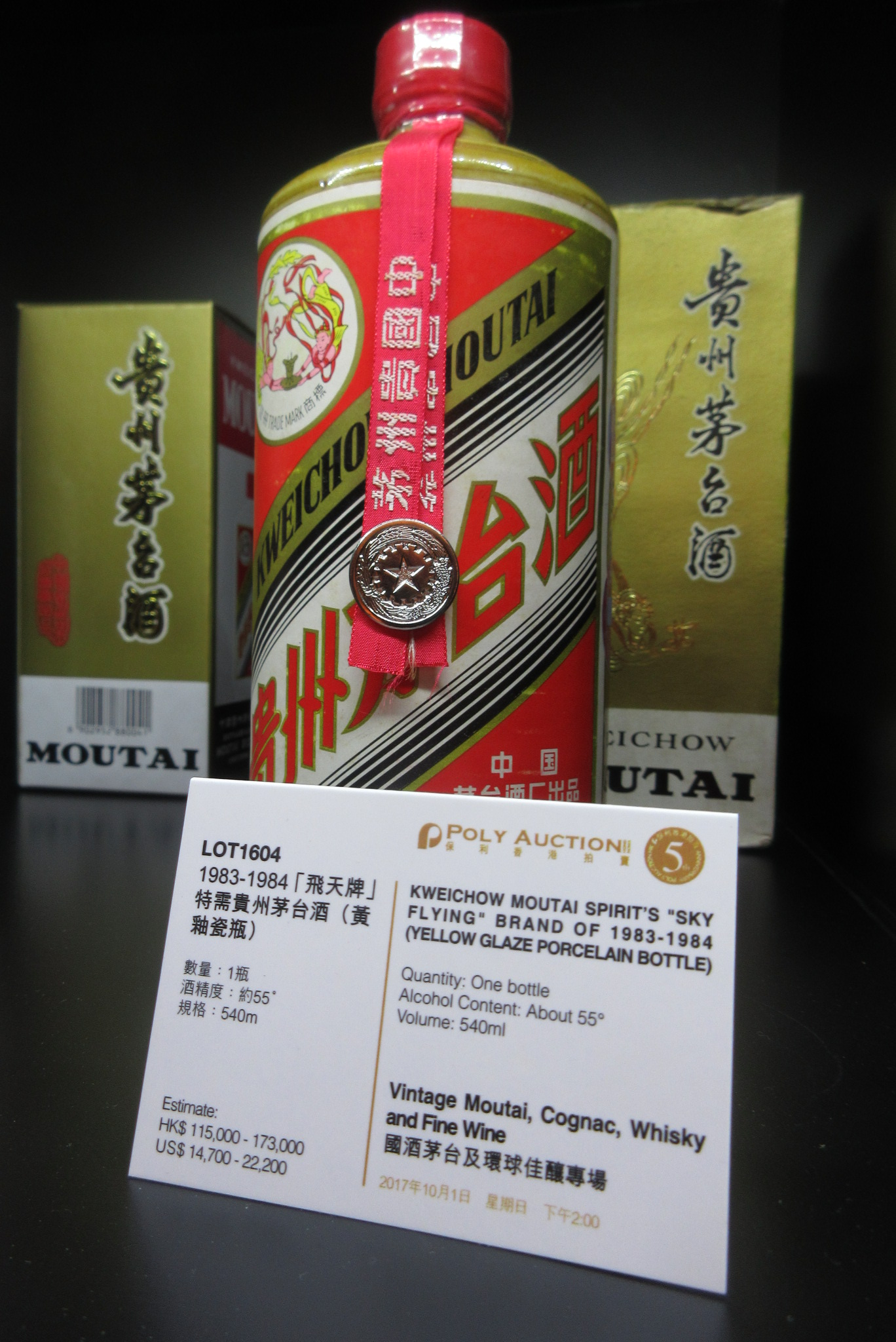
Maotai (Moutai), eine der Zhonghua Laozihao

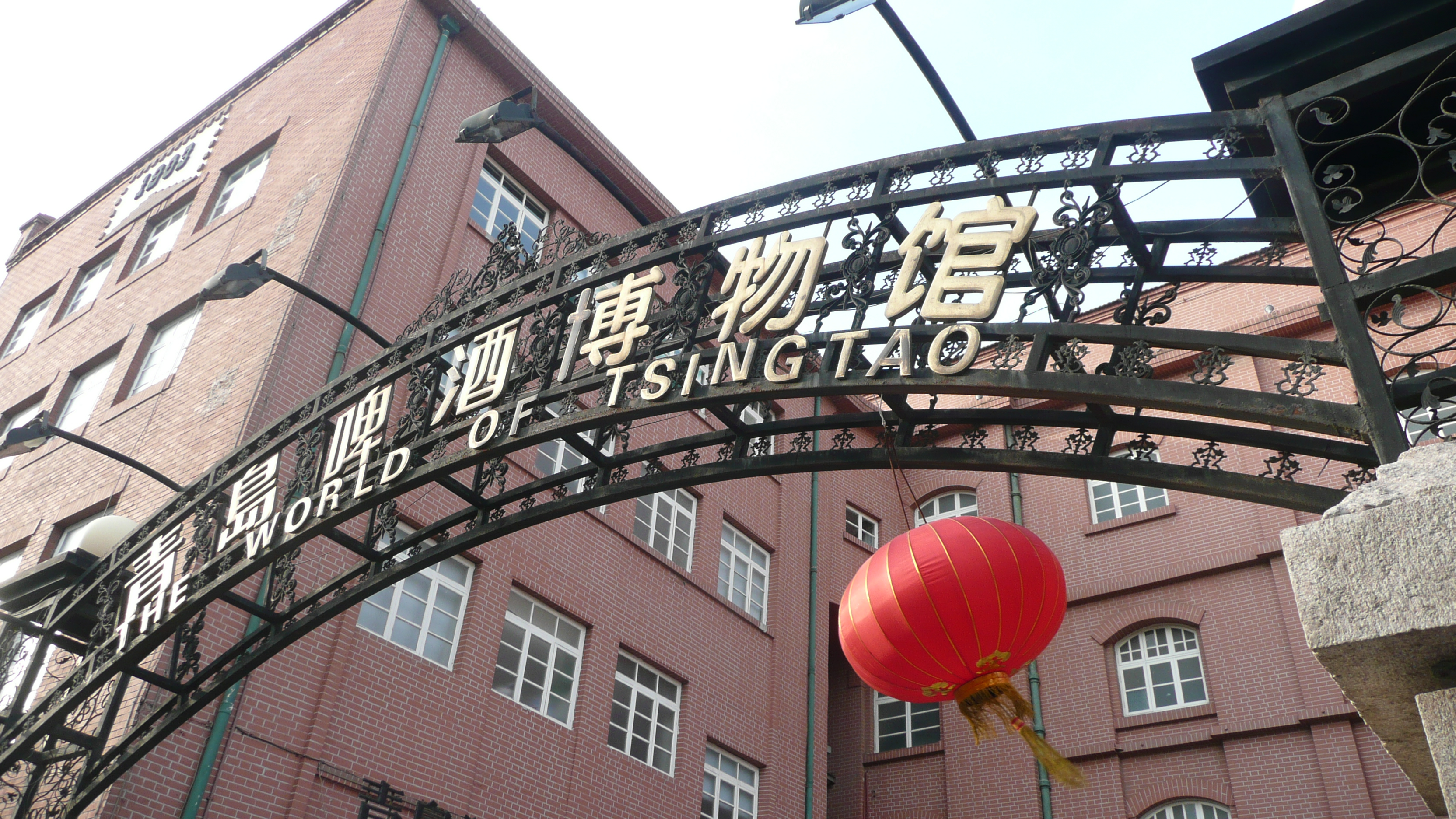
Eingang zur Brauerei und zum Museum von Tsingtao (Qingdao) in Shandong

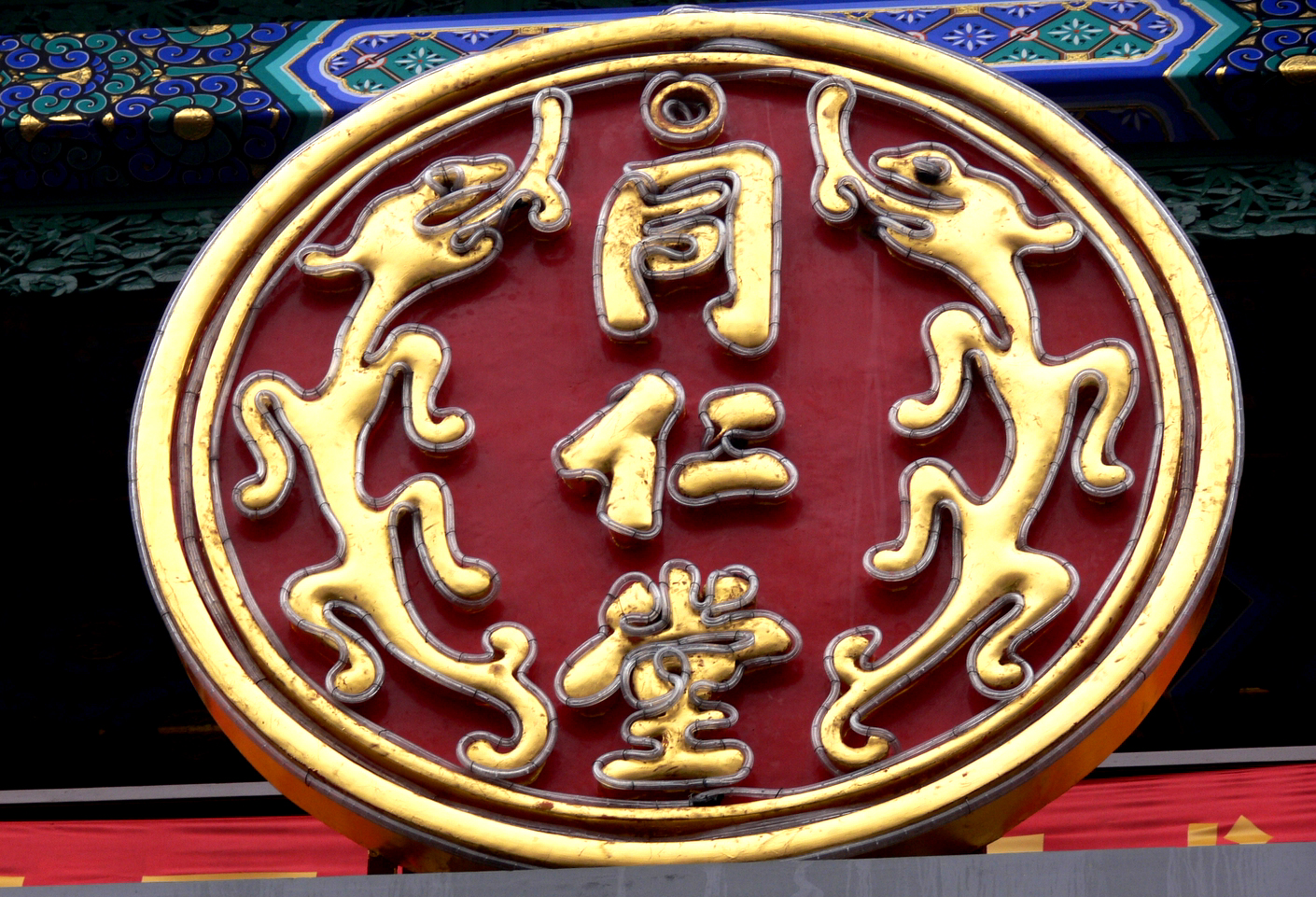
Tafel an der Tongrentang-Apotheke für Traditionelle chinesische Medizin in Peking

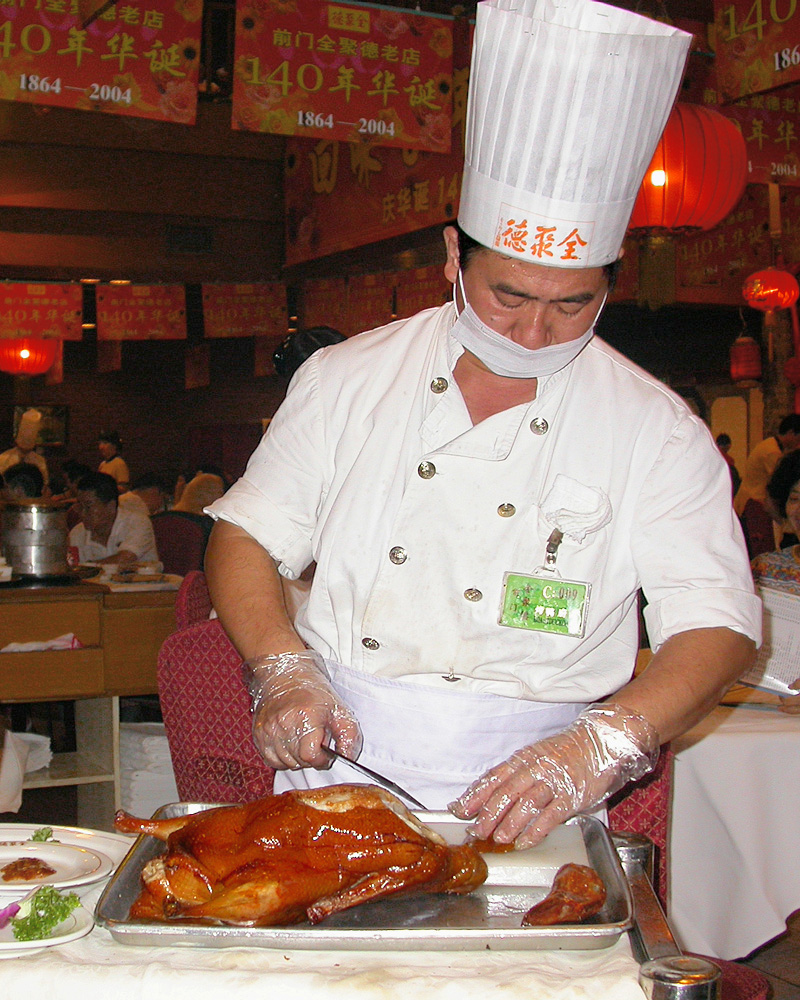
Tranchieren einer Pekingente im Quanjude-Restaurant in Peking

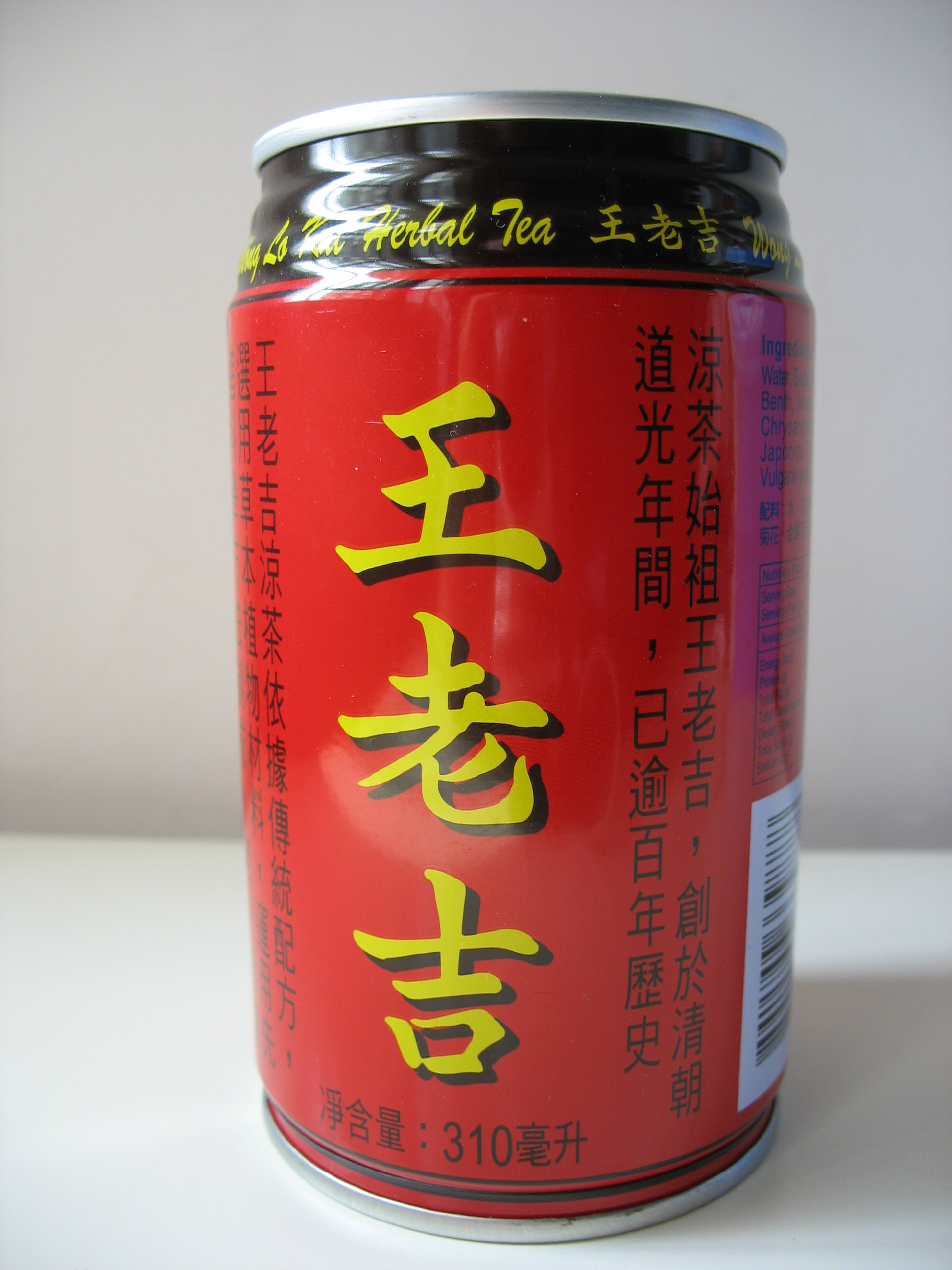
Wanglaoji (Dose)

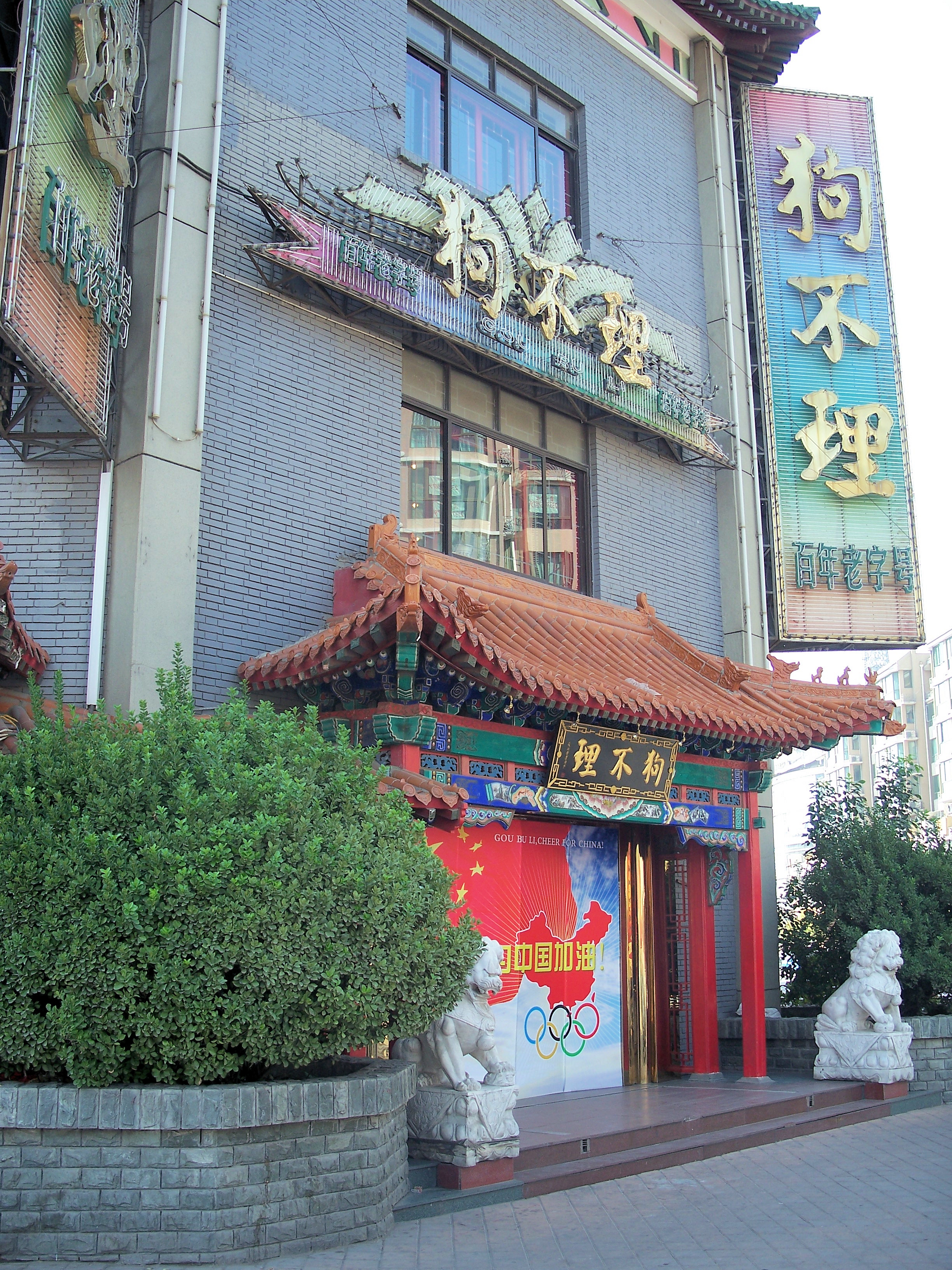
Goubuli-Baozi-Restaurant in Tianjin

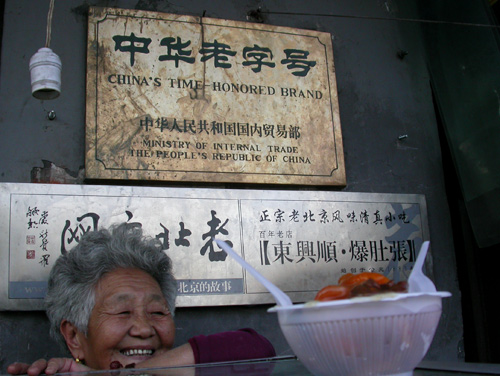
China’s Time-honored Brand (alte Zertifizierungstafel im Dongxingshun-Baodu-Restaurant der Familie Zhang (东兴顺爆肚张)) im Pekinger Stadtbezirk Xicheng (noch vom (ehemaligen) Ministerium für Binnenhandel der Volksrepublik China)

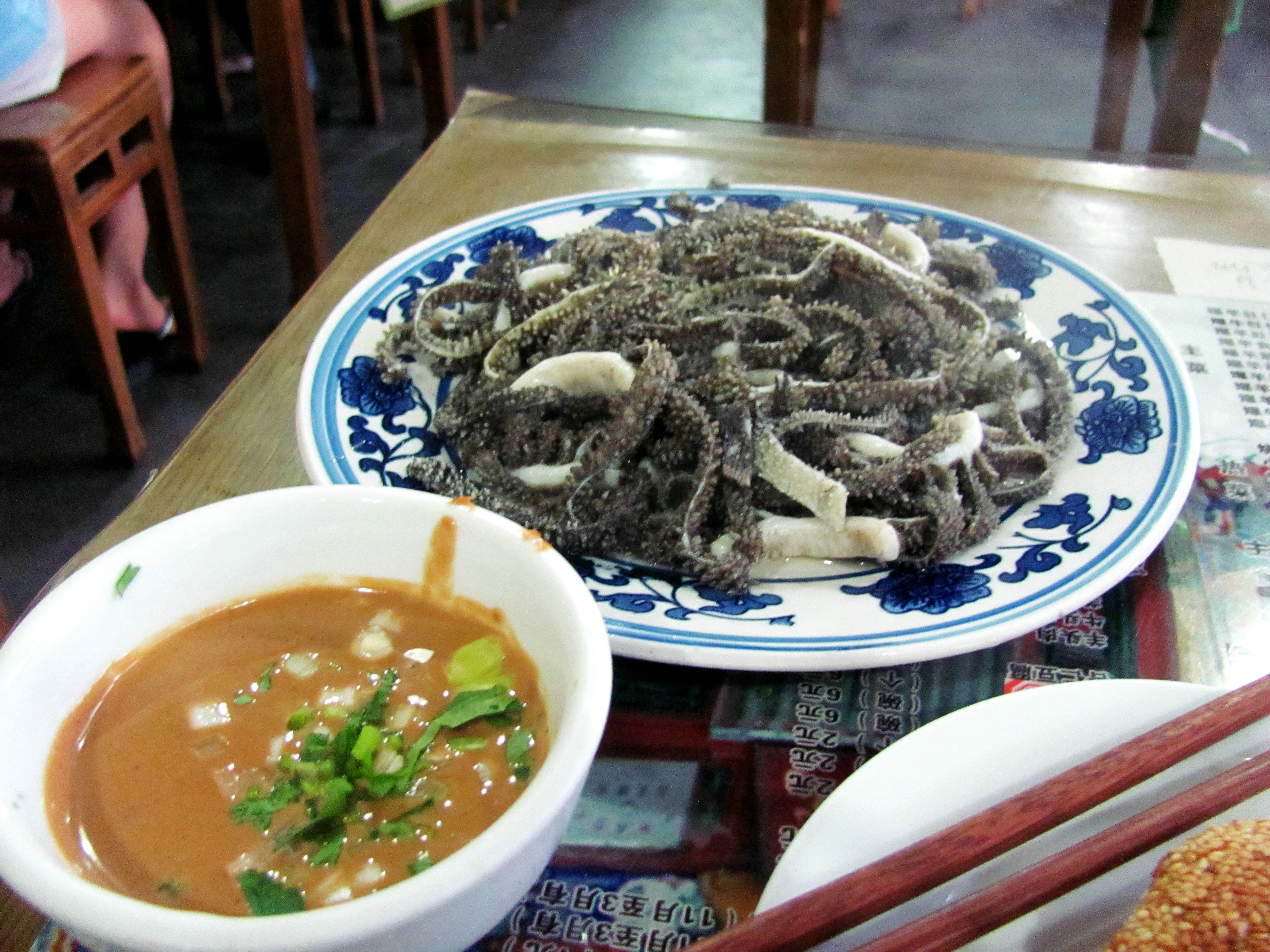
Pekinger Baodu-Gericht der Familie Zhang (die traditionelle Pekinger Spezialität mit der chinesischen Bezeichnung bàodǔ ist kurz gesottener Schafsmagen, der mit Würze zum Dippen serviert wird)

Die Definition des chinesischen Begriffs Zhonghua Laozihao (中华老字号,  Zhōnghuá Lǎozìhào, englisch China Time-honored Brand – „Altehrwürdige Marken Chinas“) wird im Hauptartikel Zhonghua Laozihao erklärt. Obwohl versucht wurde, die mehr als tausend Laozihao als wichtige Bestandteile der chinesischen Kultur seit 2006 weitgehend vollständig zu erfassen, erhebt die Liste keinen Anspruch auf Aktualität oder Vollständigkeit. Die Spanne reicht dabei von Markenprodukten bzw. Produktpaletten global operierender börsennotierter Unternehmen bis hin zu Produkten kleinerer Familienbetriebe.
Zu den älteren Laozihao siehe den Abschnitt Geschichte im Hauptartikel.
Einige Gebäude und Herstellungstechniken usw. stehen auf den Listen der Denkmäler (Beispiel: Tsingtao (Brauerei)) und des Immateriellen Kulturerbes (Beispiel: Maotai).
Überregional bekannte chinesische Laozihao sind beispielsweise: Tongrentang (TCM), Quanjude (Gericht Pekingente), Donglaishun (Gericht Shuanyangrou), Ruifuxiang (Seide), Huqingyutang (TCM), Wuyutai (Tee), Wanglaoji (Kräutergetränk), Maotaijiu (Schnaps aus Guizhou), Rongbaozhai (Kalligraphien und Gemälde), Hengdeli (Uhren) und Goubuli („Baozi, die der Hund nicht beachtet“).

## Laozihao-Markennamen (alphabetisch)
Zu den einzelnen Firmen, siehe den Abschnitt Firmen (nach den jeweils angegebenen Provinzen).

### A
- Aiqun 爱群 (Guangdong)
- Anlu 徽六 (Anhui)
- Aomen xiangji 澳门香记 (Macau)
- Aozaoguan 奥灶馆 (Jiangsu)

### B
- Bai shi Yi 白市驿 (Chongqing)
- Baihua 百花 (Peking)
- Baijingyu 白敬宇 (Jiangsu)
- Baikui laohao fanzhuang 白魁老号饭庄 (Peking)
- Baile 百乐 (Jilin)
- Bailu 白鹭 (Fujian)
- Baimao 白猫 (Shanghai)
- Bainian longhua 佰年隆华 (Hongkong)
- Bainian Ma shaomai 百年马烧麦 (Liaoning)
- Baishui dukang 白水杜康 (Shaanxi)
- Baitasi yaodian 白塔寺药店 (Peking)
- Baiya 白鸭 (Hubei)
- Baiyu 白玉 (Peking)
- Bajing 八景 (Henan)
- Bancheng shaoguo 板城烧锅 (Hebei)
- Bandaojing 扳倒井 (Shandong)
- Bao sheng yuan 宝生园 (Guangdong)
- Baodaxiang 宝大祥 (Shanghai)
- Baodaxiang 宝大祥 (Shanghai)
- Baodufeng 爆肚冯 (Peking)
- Baofayuan 宝发园 (Liaoning)
- Baofengpai 宝丰牌 (Henan)
- Baoning 保宁 (Sichuan)
- Baoning 保宁 (Sichuan)
- Baoqingpai 宝庆牌 (Jiangsu)
- Baoshi 宝石 (Peking)
- Baotuquan 趵突泉 (Shandong)
- Baoxingshan 宝兴善 (Shanxi)
- Bazashi 八杂市 (Heilongjiang)
- Beidacang 北大仓 (Heilongjiang)
- Beijing fandian 北京饭店 (Peking)
- Bengdouzhang 崩豆张 (Tianjin)
- Bingxin 炳新 (Zhejiang)
- Binhe 滨河 (Gansu)
- Binzhoupai 宾州牌 (Heilongjiang)
- Bishan 碧山 (Hubei)
- BOHUACAI (Fujian)
- Buyingzhai 步瀛斋 (Peking)

### C
- Caibai 菜百 (Peking)
- Caishiji 采石矶 (Anhui)
- Caitongdetang 蔡同德堂 (Shanghai)
- Caizhilin 采芝林 (Guangdong)
- Caizhizhai 采芝斋 (Jiangsu)
- Caizhizhai 采芝斋 (Shanghai)
- Caizhizhai 采芝斋 (Zhejiang)
- Canglangting 沧浪亭 (Shanghai)
- Caoxiangtai 曹祥泰 (Hubei)
- Caoxueqin 曹雪芹 (Hebei)
- Chaigoubao 柴沟堡 (Hebei)
- Changbai 常百 (Jiangsu)
- Changbaishan 长白山 (Jilin)
- Changshengtang 长生堂 (Hubei)
- Chen de shun fa ji fang 陈德顺发记坊 (Zhejiang)
- Chen Liji 陈李济 (Guangdong)
- Chen mapo 陈麻婆 (Sichuan)
- Chen taiji 陈太吉 (Guangdong)
- Chen Yonghe 沈永和 (Zhejiang)
- Chenggu 城古 (Shaanxi)
- Chengwenhou 成文厚 (Peking)
- Chengxing 成兴 (Tianjin)
- Chengzhen 成珍 (Fujian)
- Chenji 陈记 (Fujian)
- Chenxilou 陈西楼 (Jiangsu)
- Chenyouxiang 陈有香 (Fujian)
- Chenyuanchang 陈源昌 (Zhejiang)
- Chuan 川 (Hubei)
- Chuanbei 川北 (Sichuan)
- Chuanxiang 川湘 (Shanghai)
- Chuhe (Hubei) 楚河 (Hubei)
- Chunrui 春蕊 (Tianjin)
- Chunshengtang 春生堂 (Fujian)
- Cuihua 萃华 (Liaoning)
- Cuiqinzhai 翠沁斋 (Zhejiang)
- Cuizipai 崔字牌 (Shandong)
- Cunrentang 存仁堂 (Jiangsu)

### D
- Dabaitu 大白兔 (Shanghai)
- Dabei 大北 (Peking)
- Dafang/Lugaojian 大房/陆稿荐 (Jiangsu)
- Daguanyuan 大观园 (Shandong)
- Dahezhang 大河张 (Chongqing)
- Daijiang caotang 带江草堂 (Sichuan)
- Daiyuexuan 戴月轩 (Peking)
- Daluoxin 大罗新 (Heilongjiang)
- Daming 大明 (Peking)
- Damingfu 大名府 (Hebei)
- Danxia 丹霞 (Fujian)
- Danxipai 丹溪牌 (Zhejiang)
- Daofu 稻福 (Liaoning)
- Daoguang 道光 (Liaoning)
- Daohuaxiang 稻花香 (Hubei)
- Daoxiangchun 稻香春 (Peking)
- Daoxiangcun 稻香村 (Peking)
- Daoxiangcun 稻香村 (Tianjin)
- Daquanyuan 大泉源 (Jilin)
- Dashang 大商 (Liaoning)
- Dashengkui 大盛魁 (Innere Mongolei)
- Dashunzhai 大顺斋 (Peking)
- Daxiande 大咸德 (Shaanxi)
- Daxingchang 大兴昌 (Heilongjiang)
- Dayou 大有 (Guangdong)
- Dazhong roulian 大众肉联 (Heilongjiang)
- Decheng an 德成按 (Macau)
- Defachang 德发长 (Shaanxi)
- Defuzhai 德福斋 (Jiangxi)
- Dehe 德和 (Yunnan)
- Demao Long 德茂隆 (Hunan)
- Demaogong 德懋恭 (Shaanxi)
- Dengta 灯塔 (Shandong)
- Dengyinglou 登瀛楼 (Tianjin)
- Derentang 德仁堂 (Sichuan)
- Deshoutang 德寿堂 (Peking)
- Dexinzhai 德馨斋 (Shandong)
- Deyuelou 得月楼 (Jiangsu)
- Dezhou 德州 (Shandong)
- Diaodingzhai 调鼎斋 (Yunnan)
- Dingfeng 鼎丰 (Shanghai)
- Dingfengzhen 鼎丰真 (Jilin)
- Dinglianfang 丁莲芳 (Zhejiang)
- Dingxing 鼎兴 (Sichuan)
- Dingyixing 丁义兴 (Shanghai)
- Diyangpai 抵羊牌 (Tianjin)
- Diyi lou 第一楼 (Henan)
- Diyichun 第一春 (Hunan)
- Dong 董 (Guizhou)
- Dong’an 东安 (Peking)
- Dongfang mingxing 东方明星 (Shanghai)
- Donggupai 东古牌 (Guangdong)
- Donghu 东湖 (Shanxi)
- Donglaishun 东来顺 (Peking)
- Dongshan 洞山 (Jiangxi)
- Dongzi kouzhang 洞子口张 (Sichuan)
- Duihua 堆花 (Jiangxi)
- Duoyunxuan 朵云轩 (Shanghai)
- Duyichu 都一处 (Peking)
- Duyun maojian 都匀毛尖 (Guizhou)

### E
- Emei 峨嵋 (Peking)
- Erduoyan 耳朵眼 (Tianjin)
- Erkeshan 二克山 (Heilongjiang)

### F
- Fanghui chuntang 方回春堂 (Zhejiang)
- Fangshan 仿膳 (Peking)
- Feige 飞鸽 (Tianjin)
- Feijipai 飞机牌 (Shanghai)
- Feitianpai 飞天牌 (Gansu)
- Fengcheng zhuji 凤城珠记 (Macau)
- Fenggu 丰谷 (Sichuan)
- Fenghuang 凤凰 (Shanghai)
- Fenghuangpai 凤凰牌 (Shanghai)
- Fenglexing 冯了性 (Guangdong)
- Fengnianpai 丰年牌 (Hebei)
- Fengshan 凤山 (Liaoning)
- Fengzeyuan 丰泽园 (Peking)
- Fengzhou 丰州 (Innere Mongolei)
- Foshou 佛手 (Fujian)
- Foshou 佛手 (Shanghai)
- Foxiaolou canting 佛笑楼餐厅 (Macau)
- Fuchun 富春 (Jiangsu)
- Fuci 佛慈 (Gansu)
- Fude 孚德 (Shandong)
- Fulintang 福林堂 (Yunnan)
- Fumao 复茂 (Fujian)
- Fuqi 夫妻 (Sichuan)
- Fushengquan 福盛泉 (Hebei)
- Futonghui 福同惠 (Shanxi)
- Fuxin 福新 (Shanghai)
- Fuyu 馥郁 (Peking)
- Fuyuanguan 福源馆 (Jilin)
- Fuzipai 福字牌 (Shandong)

### G
- Gan 乾 (Jiangsu)
- Ganchang 乾昌 (Zhejiang)
- Ganchangshun 甘长顺 (Hunan)
- Ganhexiang 乾和祥 (Shanxi)
- Ganlu 甘露 (Liaoning)
- Gantaixiang 乾泰祥 (Jiangsu)
- Gaogou 高沟 (Jiangsu)
- Gaoqiao 高桥 (Liaoning)
- Gehe 和合 (Jiangsu)
- Gengfuxing 耿福兴 (Anhui)
- Gongdelin 功德林 (Shanghai)
- Gonghetang 公和堂 (Anhui)
- Gongji 公鸡 (Shanghai)
- Gongmei 工美 (Peking)
- Goubuli 狗不理 (Tianjin)
- Guan 官 (Zhejiang)
- Guangde taipai 广德泰牌 (Guangdong)
- Guangming 光明 (Jiangsu)
- Guangming 光明 (Shanghai)
- Guangmingpai 光明牌 (Shanghai)
- Guangzhou jiujia 广州酒家 (Guangdong)
- Guanshengyuan 冠生园 (Chongqing)
- Guanshengyuan 冠生园 (Shanghai)
- Guantoushan 贯头山 (Hebei)
- Guanyun 冠云 (Shanxi)
- Gubeichun 古贝春 (Shandong)
- Gucheng 古城 (Xinjiang)
- Gudeng 古灯 (Shanxi)
- Guide dayoufeng 归德大有丰 (Henan)
- Guifaxiang shibajie 桂发祥十八街 (Tianjin)
- Guihua 桂花 (Heilongjiang)
- Guihuazhuang 桂花庄 (Sichuan)
- Guilou 桂楼 (Chongqing)
- Guimeixuan 桂美轩 (Yunnan)
- Guishunzhai 桂顺斋 (Tianjin)
- Guixiangcun 桂香村 (Peking)
- Guixinzhai 桂馨斋 (Peking)
- Guizu Wangzhongwang 贵族王中王 (Sichuan)
- Gujing 古井 (Fujian)
- Gujinpai 古今牌 (Shanghai)
- Guoguofang 郭国芳 (Shanxi)
- Guorenzhang 果仁张 (Tianjin)
- Gupei guojia 古沛郭家 (Jiangsu)
- Gushanpai 鼓山牌 (Fujian)
- Guyue longshan 古越龙山 (Zhejiang)

### H
- Hai’ou 海鸥 (Tianjin)
- Haibin 海滨 (Shandong)
- Haidi 海堤 (Fujian)
- Haidi 海堤 (Fujian)
- Hailuo 海螺 (Shanghai)
- Haitian 海天 (Guangdong)
- Han ming xi lai deng 汉明喜来登 (Hubei)
- Hanfuxing 韩复兴 (Jiangsu)
- Haochengcai 好成财 (Fujian)
- Haoqingxiang 好清香 (Fujian)
- Haozidong 耗子洞 (Sichuan)
- He 禾 (Jiangsu)
- Hefei baihuo 合肥百货 (Anhui)
- Heji Gongpai 何济公牌 (Guangdong)
- Hengdali 亨达利 (Jiangxi)
- Hengsheng 亨生 (Shanghai)
- Hengshui laobaigan 衡水老白干 (Hebei)
- Hengshun 恒顺 (Jiangsu)
- Hengyuanxiang 恒源祥 (Shanghai)
- Heniantang 鹤年堂 (Peking)
- Hetao 河套 (Innere Mongolei)
- Hetao 河套 (Innere Mongolei)
- Hongbinlou 鸿宾楼 (Peking)
- Hongchuan 红川 (Gansu)
- Hongdu 红都 (Peking)
- Hongguang 红光 (Heilongjiang)
- Honghuapai 红花牌 (Tianjin)
- Hongjitang 宏济堂 (Shandong)
- Hongli 红荔 (Guangdong)
- Hongluo 红螺 (Peking)
- Hongmao 鸿茅 (Innere Mongolei)
- Hongqishun 鸿起顺 (Tianjin)
- Hongsanjiao 红三角 (Tianjin)
- Hongxin yezi pu 洪馨椰子铺 (Macau)
- Hongxing 宏兴 (Guangdong)
- Hongxing 红星 (Anhui)
- Hongxing 红星 (Peking)
- Hongxingtai 鸿兴泰 (Liaoning)
- Hongyan 鸿宴 (Hebei)
- Houkeng 猴坑 (Anhui)
- Huachang 华昌 (Fujian)
- Huaimao 槐茂 (Hebei)
- Hualong 华龙 (Tianjin)
- Huangchunhe 黄春和 (Hunan)
- Huanghelou 黄鹤楼 (Hubei)
- Huanghou 皇后 (Shanghai)
- Huanghuayuan 黄花园 (Chongqing)
- Huangji bingjia 晃记饼家 (Macau)
- Huangjinxiang 黄金香 (Fujian)
- Huangshanghuang 皇上皇 (Guangdong)
- Huangshantou 黄山头 (Hubei)
- Huangtianyuan 黄天源 (Jiangsu)
- Huangzehe 黄则和 (Fujian)
- Huangzhiji 黄枝记 (Macau)
- Huanqiu 环球 (Shandong)
- Huanü 华女 (Peking)
- Huatian dadi 华天大地 (Peking)
- Huatian yanji 华天延吉 (Peking)
- Huatuo 华佗 (Shanghai)
- Huayuan 花园 (Heilongjiang)
- Huguoyan 护国岩 (Sichuan)
- Huichun 回春 (Fujian)
- Huijishan 会稽山 (Zhejiang)
- Huilu 徽六 (Anhui)
- Hukaiwen 胡开文 (Anhui)
- Hulaoda 诸老大 (Zhejiang)
- Huntunhou 馄饨侯 (Peking)
- Huogongdian 火宫殿 (Hunan)
- Huqingyutang 胡庆余堂 (Zhejiang)
- Huyang 湖羊 (Zhejiang)
- Huyumei 胡玉美 (Anhui)
- Huzhu 互助 (Qinghai)

### J
- Jia Yongxin 贾永信 (Shaanxi)
- Jiangchengpai 江城牌 (Jilin)
- Jiangkouchun 江口醇 (Sichuan)
- Jiangshutang 强恕堂 (Shandong)
- Jianhupai 鉴湖牌 (Zhejiang)
- Jiannanchun 剑南春 (Sichuan)
- Jianxinyuan 建新园 (Yunnan)
- JIAOBAI+tuxing JIAOBAI+图形 (Henan)
- Jiaohuaji 叫花鸡 (Anhui)
- Jiasan 贾三 (Shaanxi)
- Jidequan 积德泉 (Jilin)
- Jiebai 解百 (Zhejiang)
- Jifan 即发 (Shandong)
- Jijiang 几江 (Chongqing)
- Jimei 济美 (Shandong)
- Jimo laojiu 即墨老酒 (Shandong)
- Jin 晋 (Shanxi)
- Jinfang 锦芳 (Peking)
- Jinfeng 金凤 (Hebei)
- Jinfeng 金枫 (Shanghai)
- Jinfeng 金蜂 (Shandong)
- Jingang 锦港 (Liaoning)
- Jingfapai 京珐牌 (Peking)
- Jinghua yanjing 精华眼镜 (Henan)
- Jinghua 京华 (Peking)
- Jingjing 京晶 (Peking)
- Jingtang 京糖 (Peking)
- Jingxiutang 敬修堂 (Guangdong)
- Jingyangguan 景阳观 (Zhejiang)
- Jingyanglou 景扬楼 (Gansu)
- Jingyi gaodeng 精益高登 (Chongqing)
- Jingyi 精益 (Peking)
- Jingyin huatian xiaochi 京饮华天小吃 (Peking)
- Jingyitai 敬义泰 (Ningxia)
- Jingzhi 景芝 (Shandong)
- Jinhui 金徽 (Gansu)
- Jinjin 津津 (Jiangsu)
- Jinjiu 津酒 (Tianjin)
- Jinjue 金角 (Chongqing)
- Jinling 金菱 (Shandong)
- Jinmao 金锚 (Shandong)
- Jinquan 晋泉 (Shanxi)
- Jinsanyi 金三益 (Zhejiang)
- Jinshi 金狮 (Peking)
- Jintang 晋唐 (Shanxi)
- Jinxingpai 金星牌 (Tianjin)
- Jinzhou 锦州 (Liaoning)
- Jipai 鸡牌 (Shandong)
- Jiqingpai 吉庆牌 (Yunnan)
- Jiukang 久康 (Hubei)
- Jiuqian 九阡 (Guizhou)
- Jiuruzhai 九如斋 (Hunan)
- Jiuzhitang 九芝堂 (Hunan)
- Jixiangpai 吉祥牌 (Jiangsu)
- Juanchengpai 鹃城牌 (Sichuan)
- Juchunyuan 聚春园 (Fujian)
- Jufengde 聚丰德 (Shandong)
- Juhua pai 菊花牌 (Shanghai)
- Juji 钜记 (Macau)
- Julecun 聚乐村 (Shandong)
- Juxiangyuan 咀香园 (Guangdong)
- Juxiangyuan 咀香园 (Macau)

### K
- Kaikaipai 开开牌 (Shanghai)
- Kailu 开鲁 (Innere Mongolei)
- Kaisiling 凯司令 (Shanghai)
- Kaixuanmen 凯旋门 (Hunan)
- Kangle 康乐 (Tianjin)
- Kaorouji 烤肉季 (Peking)
- Kaorouwan 烤肉宛 (Peking)
- Kongdong 崆峒 (Gansu)
- Kongfengchun 孔凤春 (Zhejiang)
- Kongquepai 孔雀牌 (Yunnan)
- Kouzi 口子 (Anhui)
- Kunhupai 昆湖牌 (Yunnan)

### L
- Lai 赖 (Sichuan)
- Laifu 来福 (Shanxi)
- Laijin yuxuan 来今雨轩 (Peking)
- Laiyongchu 赖永初 (Guizhou)
- Langpai 郎牌 (Sichuan)
- Lanling 兰陵 (Shandong)
- Lantangpai 蓝棠牌, Bobupai 博步牌 (Shanghai)
- Lantian 蓝天 (Peking)
- Lao Sichuan 老四川 (Chongqing)
- Laobai 崂百 (Shandong)
- Laobanzhai 老半斋 (Shanghai)
- Laobian 老边 (Liaoning)
- Laobo yuntangpai 老拨云堂牌 (Yunnan)
- Laocheng Huangmiao 老城隍庙 (Shanghai)
- Laodachang 老大昌 (Zhejiang)
- Laodatong 老大同 (Shanghai)
- Laodingfeng 老鼎丰 (Heilongjiang)
- Laodu yichu 老都一处 (Heilongjiang)
- Laofengxiang 老凤祥 (Shanghai)
- Laoheng dali 老亨达利 (Hubei)
- Laohenghe 老恒和 (Zhejiang)
- Laojiefu 老介福 (Shanghai)
- Laojinghua 老精华 (Liaoning)
- Laolongkou 老龙口 (Liaoning)
- Laolu 老卤 (Fujian)
- Laomeihua 老美华 (Tianjin)
- Laomiao 老庙 (Shanghai)
- Laoshan 崂山 (Shandong)
- Laoshanhe 老山合 (Guangdong)
- Laoshaole 老少乐 (Tianjin)
- Laoshuku 老鼠窟 (Shanxi)
- Laotianhua 老天华 (Fujian)
- Laotianxiang 老天祥 (Liaoning)
- Laotongchang 老同昌 (Jiangsu)
- Laoxiangcun 老香村 (Shanxi)
- Laoxiangshan 老香山 (Zhejiang)
- Laoxieshi 老谢氏 (Guizhou)
- Laoyang mingyuan 老杨明远 (Hunan)
- Laozhengxing 老正兴 (Shanghai)
- Lejia laopu 乐家老铺 (Jiangsu)
- Lerentang 乐仁堂 (Tianjin)
- Liangyi Long 梁义隆 (Jiangxi)
- Lianxianglou 莲香楼 (Guangdong)
- Lidatong 李大同 (Zhejiang)
- Lifengpai 立丰牌 (Shanghai)
- Liji bingjia 礼记饼家 (Macau)
- Lili 力力 (Peking)
- Liliangui 李连贵 (Jilin)
- Linanju 利男居 (Shanghai)
- Linchuan 临川 (Jiangxi)
- Lingyuan 灵源 (Fujian)
- Linjiangsi 临江寺 (Sichuan)
- Linzi Laowanhe 林梓老万和 (Jiangsu)
- Liqun 利群 (Shandong)
- Liqun 利群 (Zhejiang) (Zhejiang)
- Liren 丽人 (Tianjin)
- Liubai 六百 (Shanghai)
- Liubiju 六必居 (Peking)
- Liuling 刘伶 (Hebei)
- Liumei 刘美 (Hebei)
- Liuquanju 柳泉居 (Peking)
- Liuwancheng 刘万成 (Liaoning)
- Liuweizhai 六味斋 (Shanxi)
- Liyunge 丽云阁 (Shanghai)
- Long 龙 (Hunan)
- Long 龙 (Sichuan)
- Longchi 龙池 (Fujian)
- Longfu si xiaochidian 隆福寺小吃店 (Peking)
- Longjin 龙筋 (Shanxi)
- Longmen 龙门 (Peking)
- Longpai 龙牌 (Jiangxi)
- Longquan chunpai 龙泉春牌 (Jilin)
- Longquepai 龙雀牌 (Fujian)
- Longshan 龙山 (Guangxi)
- Longshuncheng 龙顺成 (Peking)
- Longshunrong 隆顺榕 (Tianjin)
- Loumaoji 楼茂记 (Zhejiang)
- Louwailou 楼外楼 (Zhejiang)
- Luhuapai 芦花牌 (Tianjin)
- Lüliuju 绿柳居 (Jiangsu)
- Luoguo 罗锅 (Henan)
- Luojiang 罗江 (Sichuan)
- Lüyangchun 绿杨春 (Jiangsu)
- Lüyangcun 绿杨村 (Shanghai)
- Luzhi 甪直 (Jiangsu)
- Luzhou laojiao 泸州老窖 (Sichuan)

### M
- Ma ming ren gao yao 马明仁膏药 (Shaanxi)
- Mabai liang 马百良 (Hongkong)
- Maijin 迈进 (Chongqing)
- Mailongxiang 麦陇香 (Anhui)
- Majuyuan 马聚源 (Peking)
- Maochang 茂昌 (Shanghai)
- Maolong 懋隆 (Peking)
- Maotai 茅台 (Guizhou)
- Maoyuanchang 毛源昌 (Zhejiang)
- Maxiangxing 马祥兴 (Jiangsu)
- Mayinglong 马应龙 (Hubei)
- Meiguipai 玫瑰牌 (Chongqing)
- Meihe 梅河 (Jilin)
- Meihuapai 梅花牌 (Yunnan)
- Meijiajing 美加净 (Shanghai)
- Meilanchun 梅兰春 (Jiangsu)
- Mifeng matang 蜜蜂麻糖 (Hebei)
- Mingquanbao 明泉宝 (Shanxi)
- Minguang 民光 (Shanghai)
- Minsheng 民生 (Zhejiang)
- Mintian 民天 (Fujian)
- Minzu 民族 (Innere Mongolei)
- Mitaopai 蜜桃牌 (Jiangsu)
- Moqishan 磨齐山 (Liaoning)
- Moyiji 莫义记 (Macau)
- Mudanjiang 牡丹江 (Heilongjiang)

### N
- Nan Song ge 南宋哥 (Zhejiang)
- Nan’an banya 南安板鸭 (Jiangxi)
- Nanbai 南百 (Guangxi)
- Nanguo 南国 (Hainan)
- Nanji 南极 (Heilongjiang)
- Nanlaishun 南来顺 (Peking)
- Nanputuo 南普陀 (Fujian)
- Nanxiang 南翔 (Shanghai)
- Nanxiang 南翔 (Shanghai)
- Neiliansheng 内联升 (Peking)
- Niulanshan 牛栏山 (Peking)
- Nü’erhong 女儿红 (Zhejiang)

### P
- Pangaoshou 潘高寿 (Guangdong)
- Panjin 盘锦 (Liaoning)
- Pansunshi 盘飧市 (Sichuan)
- Pantang 泮塘 (Guangdong)
- Panxi 泮溪 (Guangdong)
- Peili 培丽 (Shanghai)
- Peiluomeng 培罗蒙 (Shanghai)
- Pengzu 彭祖 (Sichuan)
- Pianyifang 便宜坊 (Peking)
- Pianzi Huang 片仔癀 (Fujian)
- Piaoliang mama 漂亮妈妈 (Shanghai)
- Pinxiangzhai 品香斋 (Jiangxi)
- Pulou 浦楼 (Jiangsu)
- Puwufang 浦五房 (Peking)

### Q
- Qianshan 千山 (Liaoning)
- Qianwanlong 钱万隆 (Shanghai)
- Qianxiangyi 谦祥益 (Peking)
- Qiao 桥 (Sichuan)
- Qiaojiazha 乔家栅 (Shanghai)
- Qiaotou 桥头 (Chongqing)
- Qiaoxiangge 乔香阁 (Tianjin)
- Qichang 祺昌 (Hongkong)
- Qihua 漆花 (Jiangsu)
- Qijiangqiaopai 岐江桥牌 (Guangdong)
- Qimei 奇美 (Shandong)
- Qinchuan 秦川 (Shaanxi)
- Qindiaopai 擒雕牌 (Zhejiang)
- Qingdao pijiu 青岛啤酒 (Shandong)
- Qinghong 青红 (Fujian)
- Qinghu 清湖 (Zhejiang)
- Qinghua Wu 清华婺 (Jiangxi)
- Qingmeiju 清梅居 (Shandong)
- Qingxiangyuan 清香园 (Sichuan)
- Qingyuanheng 庆元亨 (Hebei)
- Qinyangpai 秦洋牌 (Shaanxi)
- Qishilin 起士林 (Tianjin)
- Qiulin lidaosi 秋林里道斯 (Heilongjiang)
- Qiuzheng 求正 (Zhejiang)
- Qiyi jiangyuan 七一酱园 (Xinjiang)
- Qiyuan 启元 (Peking)
- Quanjude 全聚德 (Peking)
- Quansuzhai 全素斋 (Peking)
- Quantai 全泰 (Shanghai)
- Quanxing 全兴 (Sichuan)
- Quanyechang 劝业场 (Tianjin)
- Quanzipai 泉字牌 (Shanghai)
- Qunhuan 群欢 (Zhejiang)
- Qunli 群力 (Shanghai)
- Qunxing 群星 (Guangdong)
- Quxiang 趣香 (Guangdong)
- Quyuan 曲园 (Peking)

### R
- Renchangji 仁昌记 (Zhejiang)
- Rende 仁德 (Shandong)
- Renhe 仁和 (Peking)
- Renli 人立 (Shanghai)
- Rong leyuan 荣乐园 (Sichuan)
- Rongbaozhai 荣宝斋 (Peking)
- Rongxing 荣兴 (Fujian)
- Rongxintang 荣欣堂 (Shanxi)
- Ruifuxiang 瑞蚨祥 (Peking)
- Ruihetai 瑞和泰 (Jiangsu)
- Ruilanzhai 瑞兰斋 (Chongqing)
- Ruiming 瑞明 (Yunnan)
- Ruyang Liu 汝阳刘 (Henan)

### S
- Sanfengqiao 三凤桥 (Jiangsu)
- Sanhe, Simei 三和、四美 (Jiangsu)
- Sanjiaodi 三角地 (Shanghai)
- Sanjing shilixiang 三井十里香 (Hebei)
- Sanmao 三帽 (Tianjin)
- Sanqiang 三枪 (Shanghai)
- Santai 三台 (Xinjiang)
- Santian 三添 (Shanghai)
- Sanyangsheng 三阳盛 (Shanghai)
- Sanyuan 三园 (Jiangsu)
- Sanzhenzhai 三珍斋 (Zhejiang)
- Shaguoju 砂锅居 (Peking)
- Shanghai Laofandian 上海老饭店 (Shanghai)
- Shangwo 上卧 (Shanghai)
- Shanwaishan 山外山 (Zhejiang)
- Shaofenghe 绍丰和 (Sichuan)
- Shaowansheng 邵万生 (Shanghai)
- Shaoyongfeng 邵永丰 (Zhejiang)
- Shaxi 沙溪 (Guangdong)
- Shazhou 沙洲 (Jiangsu)
- Shengxifu 盛锡福 (Peking)
- Shengyangtai 升阳泰 (Zhejiang)
- Shibaozhai 石宝寨 (Chongqing)
- Shihama 石蛤蟆 (Shandong)
- Shijia fandian 石家饭店 (Jiangsu)
- Shikui 世魁 (Henan)
- Shiyitang 世一堂 (Heilongjiang)
- Shizhongshan pai 石钟山牌 (Jiangxi)
- Shizhongshan 石钟山 (Jiangxi)
- Shouchuntang 寿春堂 (Anhui)
- Shoudu yuhuatai 首都玉华台 (Peking)
- Shuanggou 双沟 (Jiangsu)
- Shuanggou 双沟 (Jiangsu)
- Shuanghecheng 双合成 (Shanxi)
- Shuangqian 双钱 (Shanghai)
- Shuangtao 双套 (Jiangsu)
- Shuangyu 双鱼 (Henan)
- Shuiminglou 水明楼 (Jiangsu)
- Shuxin 舒馨 (Shanghai)
- Sichouzhilu 丝绸之路 (Jiangsu)
- Sijichun 四季春 (Anhui)
- Silian 四联 (Peking)
- Siming 四明 (Jiangsu)
- Songcheng 松城 (Heilongjiang)
- Songhe 宋河 (Henan)
- Songhelou 松鹤楼 (Jiangsu)
- Songjiang 松江 (Jilin)
- Suji 苏稽 (Sichuan)

### T
- Taibai 太白 (Shaanxi)
- Taicangpai 太仓牌 (Jiangsu)
- Taichang bingjia 泰昌饼家 (Hongkong)
- Taidong wujin 台东五金 (Shandong)
- Taikang 泰康 (Shandong)
- Taishanmiao 泰山庙 (Shanxi)
- Taiyang 太阳 (Tianjin)
- Taiyuanjing 太源井 (Sichuan)
- Tangchangfa 汤长发 (Sichuan)
- Tanggou 汤沟 (Jiangsu)
- Tanjiacai 谭家菜 (Peking)
- Tanyanji 谈炎记 (Hubei)
- Tao’erhepai 洮儿河牌 (Jilin)
- Taotaoju 陶陶居 (Guangdong)
- Tapai 塔牌 (Zhejiang)
- Tengyao 腾药 (Yunnan)
- Tianbaolou 天宝楼 (Tianjin)
- Tianche 天车 (Sichuan)
- Tianfuhao 天福号 (Peking)
- Tiangu 天沽 (Tianjin)
- Tianguanpai 天官牌 (Zhejiang)
- Tianli 天立 (Tianjin)
- Tiannüpai 天女牌 (Tianjin)
- Tianshengyuan 天生园 (Gansu)
- Tianxingju 天兴居 (Peking)
- Tianyu 天鱼 (Shanghai)
- Tianzhen 天真 (Shandong)
- Tianzipai 天字牌 (Peking)
- Tieniao 铁鸟 (Guangxi)
- Tieshashan 铁刹山 (Liaoning)
- Tingliguan 听鹂馆 (Peking)
- Tongchunyuan 同春园 (Peking)
- Tongde 通德 (Shandong)
- Tongguan 潼冠 (Shaanxi)
- Tonghaipai 通海牌 (Yunnan)
- Tongheju 同和居 (Peking)
- Tonghua 通化 (Jilin)
- Tongjitang 同济堂 (Guizhou)
- Tongli 同利 (Fujian)
- Tongqinglou 同庆楼 (Anhui)
- Tongrentangpai 同仁堂牌 (Peking)
- Tongsanyi 通三益 (Peking)
- Tongshenghe 同升和 (Peking)
- Tongxing 同兴 (Zhejiang)
- TP (Peking)
- Tuoniao 鸵鸟 (Tianjin)
- Tuopai 沱牌 (Sichuan)
- Tuxing 图形 (Peking)
- Tuxing 图形 (Shanghai)
- Tuxing 图形 (Shanghai)
- Tuxing 图形 (Shanghai)
- Tuxing 图形 (Shanghai)
- Tuxing 图形 (Shanghai)
- Tuxing 图形 (Shanghai)

### W
- Wang 汪 (Jiangsu)
- Wangbaohe 王宝和 (Shanghai)
- Wangcun 王村 (Shandong)
- Wangkai 王开 (Shanghai)
- Wanglaoji 王老吉 (Guangdong)
- Wangmazi 王麻子 (Peking)
- Wangruiyu 汪瑞裕 (Jiangsu)
- Wangshouyi 王守义 (Henan)
- Wangsi jiujia 王四酒家 (Jiangsu)
- Wangxingji王星记 (Zhejiang)
- Wangzhihe 王致和 (Peking)
- Wanhe 万和 (Yunnan)
- Wanhechun 万和春 (Shandong)
- Wanlong 万隆 (Zhejiang)
- Wantong 万通 (Jiangsu)
- Wanxiangzhai万香斋 (Shandong)
- Wanyouquan 万有全 (Shanghai)
- Weigang 卫岗 (Jiangsu)
- Weihua 味华 (Zhejiang)
- Weishan Hu 微山湖 (Shandong)
- Weishui 渭水 (Gansu)
- Weiyizhai 惟一斋 (Shandong)
- Wen yibai 温一百 (Zhejiang)
- Wudingfu 武定府 (Shandong)
- Wufangzhai 五芳斋 (Hubei)
- Wufangzhai 五芳斋 (Zhejiang)
- Wuhuan 五环 (Tianjin)
- Wujiu 武九 (Gansu)
- Wuliang Ye 五粮液 (Sichuan)
- Wuliangcai 吴良材 (Shanghai)
- Wuluxiang 五鹿香 (Hebei)
- Wuweihe 五味和 (Zhejiang)
- Wuweihe 五味和 (Zhejiang)
- Wuxing 五星 (Shanghai)
- Wuyi fandian 五一饭店 (Shaanxi)
- Wuyutai 吴裕泰 (Peking)
- Wuzhaozhi 吴招治 (Fujian)

### X
- XDSC (Peking)
- Xi’an fan zhuang 西安饭庄 (Shaanxi)
- Xi’an fanzhuang 西安饭庄 (Peking)
- Xiangdezhai 祥德斋 (Tianjin)
- Xianggang Baohetang zhiyao 香港宝和堂制药 (Hongkong)
- Xianggang yongji jiujia 香港镛記酒家 (Hongkong)
- Xiangshan 湘山 (Guangxi)
- Xianhe 仙鹤 (Jiangsu)
- Xianheng 咸亨 (Zhejiang)
- Xianheng 咸亨 (Zhejiang)
- Xianyuan 仙源 (Peking)
- Xiao Suzhou 小苏州 (Jiangsu)
- Xiaochangchen 小肠陈 (Peking)
- Xiaogan mijiu 孝感米酒 (Hubei)
- Xiaoganpai 孝感牌 (Hubei)
- Xiaoshaoxing 小绍兴 (Shanghai)
- Xibei yanyi xing 西北眼镱行 (Shaanxi)
- Xideshun 西德顺 (Peking)
- Xiecunqiao 谢村桥 (Shaanxi)
- Xiedaxiang 协大祥 (Shanghai)
- Xiefuchun 谢馥春 (Jiangsu)
- Xiehe 协和 (Zhejiang)
- Xielihou 协力厚 (Ningxia)
- Xieliyuan 谢利源 (Macau)
- Xiezheng’an 谢正安 (Anhui)
- Xifeng 西凤 (Shaanxi)
- Xilaishun 西来顺 (Peking)
- Xiling yinshe 西泠印社 (Zhejiang)
- Xin tiandi qiulin 新天地秋林 (Heilongjiang)
- Xin 新 (Guangdong)
- Xinbai 新百 (Jiangsu)
- Xinchangfa 新长发 (Shanghai)
- Xindaxiang 信大祥 (Shanghai)
- Xinghai 星海 (Peking)
- Xinghuacun 杏花村 (Shanxi)
- Xinghualou 杏花楼 (Shanghai)
- Xinguang 新光 (Shanghai)
- Xinhua shudian 新华书店 (Peking)
- Xinli 信利 (Liaoning)
- Xinluchun 新路春 (Peking)
- Xinshijie 新世界 (Shanghai)
- Xinxingyuan 新兴园 (Jilin)
- Xinyuan 信源 (Zhejiang)
- Xinzhong 新中 (Jiangsu)
- Xiongjian fengtian 雄健丰田 (Sichuan)
- Xitang 西塘 (Zhejiang)
- Xuanzi 宣字 (Yunnan)
- Xuefang Jiang 雪舫蒋 (Zhejiang)
- Xuehua 雪花 (Peking)
- Xuelian 雪莲 (Peking)
- Xufuji guoji jituan 徐福记国际集团 (Hongkong)
- Xunyanglou 浔阳楼 (Jiangxi)
- Xuqixiu 徐其修 (Guangdong)
- Xuyou 叙友 (Shanghai)

### Y
- Yanchun 宴春 (Jiangsu)
- Yanghe 洋河 (Jiangsu)
- Yanglin 杨林 (Yunnan)
- Yangmazi 杨麻子 (Jilin)
- Yangpai 羊牌 (Shanghai)
- Yangyuxing 杨裕兴 (Hunan)
- Yangyuxing 杨裕兴 (Hunan)
- Yanhu 延虎 (Shanxi)
- Yanshan 烟山 (Sichuan)
- Yanshou 延寿 (Guizhou)
- Yanyunlou 燕云楼 (Shanghai)
- Yaxi 鸭溪 (Guizhou)
- Yayi 亚一 (Shanghai)
- Yazi 亚字 (Shanghai)
- Yeshi 叶氏 (Fujian)
- Yezhenhua 葉振華 (Henan)
- Yichang 亿昌 (Hunan)
- Yidege 一得阁 (Peking)
- Yihai 依海 (Fujian)
- Yiju yongji 义聚永记 (Tianjin)
- Yili 义利 (Peking)
- Yilouyou 一篓油 (Hebei)
- Yingbin 迎宾 (Tianjin)
- Yinghu 莺湖 (Jiangsu)
- Yingjia 迎驾 (Anhui)
- Yingwu 鹦鹉 (Tianjin)
- Yingzhou 颍州 (Anhui)
- Yinjia 尹家 (Liaoning)
- Yinyuan 银苑 (Hunan)
- Yisheng 颐生 (Jiangsu)
- Yishou 颐寿 (Shanxi)
- Yitiaolong 壹条龙 (Peking)
- Yixiang 颐香 (Zhejiang)
- Yiyuanqing 益源庆 (Shanxi)
- Yizhishi 颐之时 (Chongqing)
- Yong’antang 永安堂 (Peking)
- Yongchuan 永川 (Chongqing)
- Yongfeng 永丰 (Peking)
- Yonghe 永和 (Fujian)
- Yongheyuan 永和园 (Jiangsu)
- Yongqing 永青 (Shanghai)
- Yongshengzhai 永盛斋 (Shandong)
- Yongshugong 永叔公 (Jiangxi)
- Yongshugong 永叔公 (Jiangxi)
- Youyicun 又一村 (Hunan)
- Youyicun 又一村 (Shandong)
- Youyishun 又一顺 (Peking)
- Yuan 园 (Jiangsu)
- Yuan 远 (Shanxi)
- Yuanchanghou 元长厚 (Peking)
- Yuandong 远东 (Peking)
- Yuanhang 远航 (Guangdong)
- Yuanhetang 源和堂 (Fujian)
- Yuchuanju 玉川居 (Tianjin)
- Yuelaifang 悦来芳 (Shanghai)
- Yueshengzhai 月盛斋 (Peking)
- Yuezhonggui 月中桂 (Yunnan)
- Yuhe 玉和 (Heilongjiang)
- Yuhe 玉和 (Hunan)
- Yuhuaguo gongsi 裕華國貨公司 (Hongkong)
- Yuliangqing hao 余良卿号 (Anhui)
- Yulin 玉林 (Guangxi)
- Yuloudong 玉楼东 (Hunan)
- Yuluchun 玉露春 (Jiangsu)
- Yunlu 云鹿 (Peking)
- Yunmen 云门 (Shandong)
- Yunqing 云青 (Shanxi)
- Yuquan 玉泉 (Heilongjiang)
- Yushu qian 榆树钱 (Jilin)
- Yutang 玉堂 (Shandong)
- Yutang 玉棠 (Shanghai)
- Yutu 玉兔 (Shandong)
- Yuyuan 玉缘 (Jiangsu)

### Z
- Zaocun 造寸 (Peking)
- Zhang Laowu 张老五 (Sichuan)
- Zhang Shunxing hao 张顺兴号 (Anhui)
- Zhanggong 张弓 (Henan)
- Zhanggong 章贡 (Jiangxi)
- Zhangji 张记 (Shaanxi)
- Zhanglisheng 张力生 (Shanghai)
- Zhangtongtai 张同泰 (Zhejiang)
- Zhangxiaoquan 张小泉 (Zhejiang)
- Zhangyazi 张鸭子 (Chongqing)
- Zhangyiyuan 张一元 (Peking)
- Zhangyu 张裕 (Shandong)
- Zhaobin 赵斌 (Shandong)
- Zhaoshi siwei fang 赵氏四味坊 (Shanxi)
- Zhen 真 (Shanghai)
- Zhenbutong 真不同 (Henan)
- Zhendingfu 真定府 (Hebei)
- Zhenglongzhai 正隆斋 (Peking)
- Zhengrong 争荣 (Hebei)
- Zhengxingde 正兴德 (Tianjin)
- Zhengyanghe 正阳河 (Heilongjiang)
- Zhengyanglou 正阳楼 (Heilongjiang)
- Zhenmei 真美 (Tianjin)
- Zhenweishijia 珍味世家 (Hongkong)
- Zhenyuantang 震元堂 (Zhejiang)
- Zhenyuantong 震远同 (Zhejiang)
- Zhenyuntong 震远同 (Zhejiang)
- Zhenzhu 珍珠 (Guangdong)
- Zhihuzi 痣胡子 (Sichuan)
- Zhijiang 枝江 (Hubei)
- Zhilantu 芝兰图 (Zhejiang)
- Zhimeizhai 致美斋 (Guangdong)
- Zhiweiguan 知味观 (Zhejiang)
- Zhizhonghe 致中和 (Zhejiang)
- Zhong 钟 (Sichuan)
- Zhongcha 中茶 (Peking)
- Zhongguo zhaoxiangguan 中国照相馆 (Peking)
- Zhonghefu 中和福 (Liaoning)
- Zhonghua 中华 (Peking)
- Zhonghuapai 中华牌 (Tianjin)
- Zhongpai 414 钟牌414 (Shanghai)
- Zhongyang 中央 (Jiangsu)
- Zhongyipai 中一牌 (Guangdong)
- Zhongyuan Bai 中原百 (Tianjin)
- Zhoucun 周村 (Shandong)
- Zhoudafu zhubao 周大福珠寶 (Hongkong)
- Zhoudingji 粥鼎记 (Hongkong)
- Zhoushengsheng 周生生 (Hongkong)
- Zhuhongxing 朱鸿兴 (Jiangsu)
- Zhuhuan 朱鹮 (Shaanxi)
- Zhuyangxin 朱养心 (Zhejiang)
- Zifangzi 紫房子 (Peking)
- Zuchi 足赤 (Gansu)

- 34 hao 34号 (Peking)

## Übersicht Firmen (nach Provinzen)
Die folgende Übersicht ist nach den chinesischen Provinzen usw. untergliedert. Die Zhonghua Laozihao, die „Altehrwürdigen Marken Chinas“, werden nach der chinesischen Bezeichnung mit vorangestellter vollständiger chinesischer Firmenbezeichnung und (zusätzlich) vorangestelltem Pinyin/chin./in originaler Lateinschrift angegeben, falls vorhanden (z. B. Moutai bei Maotai usw.); vgl. auch die chinesischen Bezeichnungen 牌 & 品牌(字号) & 商标. Die Schreibungen sind aus verschiedenen Gründen als vorläufig zu betrachten.

### Peking
- Beijing Wuyutai chaye gufen youxian gongsi 北京吴裕泰茶业股份有限公司 (registrierte Marke: Wuyutai 吴裕泰)
- Beijing Daoxiangcun shipin youxian zeren gongsi 北京稻香村食品有限责任公司 (registrierte Marke: Daoxiangcun 稻香村)
- Beijing Tongshenghe xiedian 北京同升和鞋店 (registrierte Marke: Tongshenghe 同升和)
- Beijing Wangfu jingbaihuo (jituan) gufen youxian gongsi Dong’an shichang 北京王府井百货 (集团)股份有限公司东安市场 (registrierte Marke: Dong’an 东安)
- Beijing Shengxifu maoye youxian zeren gongsi 北京盛锡福帽业有限责任公司 (registrierte Marke: Shengxifu 盛锡福)
- Beijing Daming yanjing gufen youxian gongsi 北京大明眼镜股份有限公司 (Xingfu dajie Dingyi dian幸福大街精益店, registrierte Marke: Jingyi 精益)
- Beijing Laijin yuxuan fanzhuang 北京来今雨轩饭庄 (registrierte Marke: Laijin yuxuan 来今雨轩)
- Beijing ming yanjing gufen youxian gongsi 北京大明眼镜股份有限公司 (registrierte Marke: Daming 大明)
- Beijing Zhongguo zhaoxiang guan youxian zeren gongsi北京中国照相馆有限责任公司 (registrierte Marke: Zhongguo zhaoxiangguan 中国照相馆)
- Zhongguo chaye gufen youxian gongsi 中国茶叶股份有限公司 (registrierte Marke: Zhongcha 中茶)
- Beijing gongmei jituan youxian zeren gongsi Wangfujing Gongmei dasha 北京工美集团有限责任公司王府井工美大厦 (registrierte Marke: Gongmei 工美)
- Beijing Huntunhou canyin youxian zeren gongsi 北京馄饨侯餐饮有限责任公司(registrierte Marke: Huntunhou 馄饨侯)
- Beijing Silian meifa meirong youxian zeren gongsi 北京四联美发美容有限责任公司 (registrierte Marke: Silian 四联)
- Beijing Liubiju shipin youxian gongsi 北京六必居食品有限公司 (registrierte Marke: Liubiju 六必居)
- Jude Huatian konggu youxian gongsi Beijing Liuquanju fanzhuang 聚德华天控股有限公司北京柳泉居(registrierte Marke: Liuquanju 柳泉居)
- Jude tiankong gu youxian gongsi Beijing Jude kaorou wanfanzhuang 聚德华天控股有限公司北京聚德烤肉宛饭庄 (registrierte Marke: Kaorouwan 烤肉宛)
- Beijing Liubiju shipin youxian gongsi 北京六必居食品有限公司(Guixinzhai shipinchang 桂馨斋食品厂, registrierte Marke: Guixinzhai 桂馨斋)
- Beijing Tianfuhao shipin youxian gongsi 北京天福号食品有限公司 (registrierte Marke: Tianfuhao 天福号)
- Jude Huatian konggu youxian gongsi Beijing Shaguoju fanzhuang 聚德华天控股有限公司北京砂锅居饭庄 (registrierte Marke: Shaguoju 砂锅居)
- Beijing Huatian yinshi jituan gongsi 北京华天饮食集团公司 (Tongheju fanzhuang同和居饭庄, registrierte Marke: Tongheju 同和居)
- Judetian konggu youxian gongsi Beijing Kaorouji fanzhuang聚德华天控股有限公司北京烤肉季饭庄 (registrierte Marke: Kaorouji 烤肉季)
- Beijing Hongbinlou canyin youxian zeren gongsi 北京鸿宾楼餐饮有限责任公司 (registrierte Marke: Hongbinlou 鸿宾楼)
- Beijing Liubiju shipin youxian gongsi Tianyuan jiangyuan 北京六必居食品有限公司天源酱园 (registrierte Marke: Tianzipai 天字牌)
- Beijing Jinxiang fuxing yiyao gufen youxian gongsi Baitasi yaodian 北京金象复兴医药股份有限公司白塔寺药店 (registrierte Marke: Baitasi yaodian 白塔寺药店)
- Beijing Yuanchanghou chaye youxian gongsi 北京元长厚茶叶有限公司 (registrierte Marke: Yuanchanghou 元长厚)
- Beijing Guixiangcun shipin youxian gongsi 北京桂香村食品有限公司 (registrierte Marke: Guixiangcun 桂香村)
- Jude Huatian konggu youxian gongsi Beijing Yuhuatai fanzhuang 聚德华天控股有限公司北京玉华台饭庄 (registrierte Marke: Shoudu yuhuatai 首都玉华台)
- Beijing shi Xidan shangchang gufen youxian gongsi北京市西单商场股份有限公司 (registrierte Marke: XDSC)
- Beijing Tongchunyuan fandian 北京同春园饭店 (registrierte Marke: Tongchunyuan 同春园)
- Beijing Chengwenhou zhangbu kapian youxian gongsi 北京成文厚帐簿卡片有限公司 (registrierte Marke: Chengwenhou 成文厚)
- Beijing Huatian yanji canting youxian zeren gongsi 北京华天延吉餐厅有限责任公司 (registrierte Marke: Huatian yanji 华天延吉)
- Jude Huatian konggu youxian gongsi Beijing Youyishun fanzhuang 聚德华天控股有限公司北京又一顺饭庄 (registrierte Marke: Youyishun 又一顺)
- Jude Huatian konggu youxian gongsi Beijing Emei jiujia 聚德华天控股有限公司北京峨嵋酒家 (registrierte Marke: Emei 峨嵋)
- Beijing Pianyifang kaoya jituan youxian gongsi 北京便宜坊烤鸭集团有限公司 (registrierte Marke: Pianyifang 便宜坊)
- Zhongguo Beijing Tongrentang (jituan) youxian zeren gongsi 中国北京同仁堂 (集团)有限责任公司 (registrierte Marke: Tongrentangpai 同仁堂牌)
- Beijing Qianmen Duyichu canyin youxian gongsi 北京前门都一处餐饮有限公司 (registrierte Marke: Duyichu 都一处)
- Beijing Yueshengzhai qingzhen shipin youxian gongsi 北京月盛斋清真食品有限公司 (registrierte Marke: Yueshengzhai 月盛斋)
- Beijing Yitiaolong qingzhen canyin youxian gongsi 北京壹条龙清真餐饮有限公司 (registrierte Marke: Yitiaolong 壹条龙)
- Beijing Tianxingju Chaogandian 北京天兴居炒肝店 (registrierte Marke: Tianxingju 天兴居)
- Beijing Huapeng shipin youxian gongsi 北京华鹏食品有限公司 (registrierte Marke: Tongsanyi 通三益)
- Beijing Dabei fuwu youxian zeren gongsi beizhao xiangguan 北京大北服务有限责任公司大北照相馆 (registrierte Marke: Dabei 大北)
- Beijing shi Tangye yanjiu gongsi 北京市糖业烟酒公司 (registrierte Marke: Jingtang 京糖)
- Beijing shi Falangchang youxian zeren gongsi 北京市珐琅厂有限责任公司 (registrierte Marke: Jingfapai 京珐牌)
- Beijing Wangzhihe shipin jituan youxian gongsi 北京王致和食品集团有限公司 (registrierte Marke: Wangzhihe 王致和)
- Beijing Neiliansheng xieye youxian gongsi 北京内联升鞋业有限公司 (registrierte Marke: Neiliansheng 内联升)
- Beijing Yidege moye youxian zeren gongsi 北京一得阁墨业有限责任公司 (registrierte Marke: Yidege 一得阁)
- Beijing Buyingzhai xiemao youxian zeren gongsi北京步瀛斋鞋帽有限责任公司 (registrierte Marke: Buyingzhai 步瀛斋)
- Zhongguo Quanjude jituan gufen youxian gongsi中国全聚德 (集团)股份有限公司 (registrierte Marke: Quanjude 全聚德)
- Beijing Ruifuxiang choubudian youxian zeren gongsi北京瑞蚨祥绸布店有限责任公司 (registrierte Marke: Ruifuxiang 瑞蚨祥)
- Rongbaozhai 荣宝斋 (registrierte Marke: Rongbaozhai 荣宝斋)
- Beijing Zhangyiyuan chaye youxian zeren gongsi北京张一元茶叶有限责任公司 (registrierte Marke: Zhangyiyuan 张一元)
- Zhongyan Beijing shi yanye gongsi中盐北京市盐业公司 (registrierte Marke: Jingjing 京晶)
- Beijing yili shipin gongsi北京义利食品公司 (registrierte Marke: Yili 义利)
- Beijing Daiyuexuan hubi huimo youxian zeren gongsi 北京戴月轩湖笔徽墨有限责任公司 (registrierte Marke: Daiyuexuan 戴月轩)
- Beijing shi Fengzeyuan fandian北京市丰泽园饭店 (registrierte Marke: Fengzeyuan 丰泽园)
- Beijing Wangzhihe shipin jituan youxian gongsi 北京王致和食品集团有限公司 (Longmen cuye youxian gongsi龙门醋业有限公司, registrierte Marke: Longmen 龙门)
- Beijing Wangzhihe shipin jituan youxian gongsi 北京王致和食品集团有限公司 (Jinshi niangzaochang 金狮酿造厂, registrierte Marke: Jinshi 金狮)
- Beijing chaye zong gongsi 北京茶叶总公司 (registrierte Marke: TP)
- Beijing Caishikou baihuo gufen youxian gongsi 北京菜市口百货股份有限公司 (registrierte Marke: Caibai 菜百)
- Beijing Daoxiangchun shipin youxian gongsi 北京稻香春食品有限公司 (registrierte Marke: Daoxiangchun 稻香春)
- Beijing shi Yiheyuan Tingliguan fanzhuang 北京市颐和园听鹂馆饭庄 (registrierte Marke: Tingliguan 听鹂馆)
- Beijing Longhui niangjiu youxian gongsi 北京龙徽酿酒有限公司 (registrierte Marke: Zhonghua 中华)
- Beijing shi Douzhipin erchang 北京市豆制品二厂 (registrierte Marke: Baiyu 白玉)
- Beijing Shunxin nongye gufen youxian gongsi Niulanshan jiuchang 北京顺鑫农业股份有限公司牛栏山酒厂 (registrierte Marke: Niulanshan 牛栏山)
- Beijing Baihua fengchanpin keji fazhan youxian zeren gongsi 北京百花蜂产品科技发展有限责任公司 (registrierte Marke: Baihua 百花)
- Beijing Hongxing gufen youxian gongsi 北京红星股份有限公司 (registrierte Marke: Hongxing 红星)
- Beijing Donglaishun jituan youxian zeren gongsi 北京东来顺集团有限责任公司 (registrierte Marke: Donglaishun 东来顺)

2010
- Beijing Qiyuan chaye youxian zeren gongsi Qiyuan chazhuang 北京启元茶叶有限责任公司启元茶庄 (registrierte Marke: Qiyuan 启元)
- Beijing Yong’an chaye youxian gongsi 北京永安茶叶有限公司 (registrierte Marke: Fuyu 馥郁)
- Beijing chaye zonggongsi 北京茶叶总公司 (registrierte Marke: Jinghua 京华)
- Beijing xian yuan shipin niangzao youxian gongsi 北京仙源食品酿造有限公司 (registrierte Marke: Xianyuan 仙源)
- Beijing hong luo shipin youxian gongsi 北京红螺食品有限公司 (registrierte Marke: Hongluo 红螺)
- Beijing Erguotou jiuye gufen youxian gongsi北京二锅头酒业股份有限公司 (registrierte Marke: Yongfeng 永丰)
- Beijing Zhenglongzhai quansu shipin youxian gongsi 北京正隆斋全素食品有限公司 (registrierte Marke: Zhenglongzhai 正隆斋)
- Beijing Renhe jiuye youxian zeren gongsi ren北京仁和酒业有限责任公司 (registrierte Marke: Renhe 仁和)
- Beijing Dashunzhai shipin youxian zeren gongsi 北京大顺斋食品有限责任公司 (registrierte Marke: Dashunzhai 大顺斋)
- Beijing shi Quansuzhai shipin gongsi 北京市全素斋食品公司 (registrierte Marke: Quansuzhai 全素斋)
- Beijing shi shipin gongying chu 34 hao gongying bu 北京市食品供应处34号供应部 (registrierte Marke: 34 hao 34号)
- Beijing shi Puwufang roushi chang北京市浦五房肉食厂 (registrierte Marke: Puwufang 浦五房)

- Beijing shi Beijing fandian 北京市北京饭店 (registrierte Marke: Beijing fandian 北京饭店)
- Beijing shi Fangshan fanzhuang 北京市仿膳饭庄 (registrierte Marke: Fangshan 仿膳)
- Beijing Tanjiacai canyin youxian zeren gongsi 北京谭家菜餐饮有限责任公司 (registrierte Marke: Tanjiacai 谭家菜)
- Judehua Huatian konggu youxian gongsi (Huguosi xiaochidian) 聚德华天控股有限公司 (护国寺小吃店) (registrierte Marke: Jingyin huatian xiaochi 京饮华天小吃)
- Jude Huatian konggu youxian gongsi 聚德华天控股有限公司 (Lao Xi’an fanzhuang老西安饭庄) (registrierte Marke: Xi’an fanzhuang 西安饭庄)
- Jude Huatian konggu youxian gongsi 聚德华天控股有限公司 (Xinluchun fanzhuang 新路春饭庄) (registrierte Marke: Xinluchun 新路春)
- Jude Huatian konggu youxian gongsi 聚德华天控股有限公司 (Xisi dadi canting 西四大地餐厅) (registrierte Marke: Huatian dadi 华天大地)
- Jude Huatian konggu youxian gongsi 聚德华天控股有限公司 (Xilaishun fanzhuang 西来顺饭庄) (registrierte Marke: Xilaishun 西来顺)
- Jude Huatian konggu youxian gongsi 聚德华天控股有限公司 (Quyuan jiulou 曲园酒楼) (registrierte Marke: Quyuan 曲园)
- Beijing Yitiao longqingzhen canyin youxian gongsi jinfang xiaochidian 北京壹条龙清真餐饮有限公司锦芳小吃店 (registrierte Marke: Jinfang 锦芳)
- Beijing Xideshun fanguan 北京西德顺饭馆 (registrierte Marke: Xideshun 西德顺)
- Beijing Xiaochangchen canyin youxian zeren gongsi 北京小肠陈餐饮有限责任公司 (registrierte Marke: Xiaochangchen 小肠陈)
- Beijing duyichu canyin youxian gongsi Lili douhuazhuang 北京都一处餐饮有限公司力力豆花庄 (registrierte Marke: Lili 力力)
- Beijing shi Longfu si xiaochi youxian gongsi 北京市隆福寺小吃有限公司 (registrierte Marke: Longfu si xiaochidian 隆福寺小吃店)
- Beijing shi yuandong fandian 北京市远东饭店 (registrierte Marke: Yuandong 远东)
- Beijing shi Baodu Feng yinshi fuwu youxian zeren gongsi 北京市爆肚冯饮食服务有限责任公司 (registrierte Marke: Baodufeng 爆肚冯)
- Beijing qingzhen Baikui laohao fanzhuang youxian gongsi 北京清真白魁老号饭庄有限公司 (registrierte Marke: Baikui laohao fanzhuang 白魁老号饭庄)
- Beijing Xiangda Nanlaishun fanzhuang youxian gongsi 北京翔达南来顺饭庄有限公司 (registrierte Marke: Nanlaishun 南来顺)
- Shangwu yinshuguan 商务印书馆 (registrierte Marke: Tuxing 图形)
- Beijing Yong’antang yiyao liansuo youxian zeren gongsi 北京永安堂医药连锁有限责任公司 (registrierte Marke: Yong’antang 永安堂)
- Beijing Heniantang yiyao youxian zeren gongsi 北京鹤年堂医药有限责任公司 (registrierte Marke: Heniantang 鹤年堂)
- Beijing Lichang Wangmazi gongmao youxian gongsi 北京栎昌王麻子工贸有限公司 (registrierte Marke: Wangmazi 王麻子)
- Beijing Hongdu jituan gongsi 北京红都集团公司 (registrierte Marke: Hongdu 红都)
- Beijing Qianxiangyi sichou youxian zeren gongsi 北京谦祥益丝绸有限责任公司 (registrierte Marke: Qianxiangyi 谦祥益)
- Xinhua shudian zongdian 新华书店总店 (registrierte Marke: Xinhua shudian 新华书店)
- Beijing Yijia cangchu youxian zeren gongsi 北京艺嘉仓储有限责任公司 (registrierte Marke: Maolong 懋隆)
- Beijing shi Ditan wuchang 北京市地毯五厂 (registrierte Marke: Yunlu 云鹿)
- Beijing Xinghai gangqin jituan youxian gongsi 北京星海钢琴集团有限公司 (registrierte Marke: Xinghai 星海)
- Beijing Donghua fuzhuang youxian zeren gongsi jian hua pi huo fuzhuang fen gongsi 北京东华服装有限责任公司建华皮货服装分公司 (registrierte Marke: Xuehua 雪花)
- Beijing Guanghua baoshi xieye youxian gongsi 北京光华宝石鞋业有限公司 (registrierte Marke: Baoshi 宝石)
- Beijing Deshoutang yiyao youxian gongsi 北京德寿堂医药有限公司 (registrierte Marke: Deshoutang 德寿堂)
- Beijing shi Longshuncheng zhongshi jiaju 北京市龙顺成中式家具厂 (registrierte Marke: Longshuncheng 龙顺成)
- Beijing Hongdu jituan gongsi 北京红都集团公司 (registrierte Marke: Lantian 蓝天)
- Beijing Buyingzhai xiemao youxian zeren gongsi 北京步瀛斋鞋帽有限责任公司 (registrierte Marke: Majuyuan 马聚源)
- Beijing Zaocun fuzhuang fushi youxian gongsi 北京造寸服装服饰有限公司 (registrierte Marke: Zaocun 造寸)
- Beijing shi Zifangzi hunqing youxian gongsi 北京市紫房子婚庆有限公司 (registrierte Marke: Zifangzi 紫房子)
- Beijing Huanü neiyi youxian zeren gongsi 北京华女内衣有限责任公司 (registrierte Marke: Huanü 华女)
- Beijing Xuelian yangrong gufen youxian gongsi 北京雪莲羊绒股份有限公司 (registrierte Marke: Xuelian 雪莲)

### Tianjin
- Tianjin Goubuli jituan youxian gongsi 天津狗不理集团有限公司 (registrierte Marke: Goubuli 狗不理)
- Tianjinshi Guifaxiang shibajie ma hua zong dian youxian gongsi 天津市桂发祥十八街麻花总店有限公司 (registrierte Marke: Guifaxiang shibajie 桂发祥十八街)
- Tianjin Quanyechang (jituan) gufen youxian gongsi 天津劝业场 (集团)股份有限公司 (registrierte Marke: Quanyechang 劝业场)
- Tianjin qiao xiangge gongyipin youxian gongsi 天津乔香阁工艺品有限公司 (registrierte Marke: Qiaoxiangge 乔香阁)
- Tianjin Bohai huagong youxian zeren gongsi Tianjin jianchang 天津渤海化工有限责任公司天津碱厂 (registrierte Marke: Hongsanjiao 红三角)
- Tianjin Zhongxin yaoye jituan gufen youxian gongsi Longshunrong zhiyaochang 天津中新药业集团股份有限公司隆顺榕制药厂 (registrierte Marke: Longshunrong 隆顺榕)
- Tianjinshi Chunhe tiyu yongpinchang 天津市春合体育用品厂 (registrierte Marke: Zhonghuapai 中华牌)
- Tianjinshi Tianli duliu laocu gufen youxian gongsi 天津市天立独流老醋股份有限公司 (registrierte Marke: Tianli 天立)
- Tianjin Zhongxin yaoye jituan gufen youxian gongsi Lerentang zhiyaochang 天津中新药业集团股份有限公司乐仁堂制药厂 (registrierte Marke: Lerentang 乐仁堂)
- Tianjin Hongrentang yaoye youxian gongsi 天津宏仁堂药业有限公司 (registrierte Marke: Honghuapai 红花牌)
- Tianjin Tongrentang gufen youxian gongsi 天津同仁堂股份有限公司 (registrierte Marke: Taiyang 太阳)
- Tianjin Erduoyan zhagao canyin youxian zeren gongsi 天津耳朵眼炸糕餐饮有限责任公司 (registrierte Marke: Erduoyan 耳朵眼)
- Tianjin shi Dengying lou fanzhuang youxian gongsi 天津市登瀛楼饭庄有限公司 (registrierte Marke: Dengyinglou 登瀛楼)
- Tianjin shi Tianbaolou shipin youxian gongsi 天津市天宝楼食品有限公司 (registrierte Marke: Tianbaolou 天宝楼)
- Guorenzhang (Tianjin) shipin youxian gongsi 果仁张 (天津)食品有限公司 (registrierte Marke: Guorenzhang 果仁张)
- Tianjin shi Bengdouzhang shipin youxian gongsi 天津市崩豆张食品有限公司 (registrierte Marke: Bengdouzhang 崩豆张)
- Tianjin Laomeihua xiedian 天津老美华鞋店 (registrierte Marke: Laomeihua 老美华)
- Tianjin Qishilin da fandian 天津起士林大饭店 (registrierte Marke: Qishilin 起士林)
- Tianjin shi Feige jituan youxian gongsi 天津市飞鸽集团有限公司 (registrierte Marke: Feige 飞鸽)
- Tianjin shipin jinchukou gufen youxian gongsi 天津食品进出口股份有限公司 (registrierte Marke: Jinxingpai 金星牌)
- Tianjin shi Tuoniao moshui youxian gongsi 天津市鸵鸟墨水有限公司 (registrierte Marke: Tuoniao 鸵鸟)
- Tianjin Tiannüpai huagong jituan gufen youxian gongsi 天津天女化工集团股份有限公司 (registrierte Marke: Tiannüpai 天女牌)
- Tianjin zhongou biaoye jituan youxian gongsi 天津中鸥表业集团有限公司 (registrierte Marke: Hai’ou 海鸥)
- Tianjin Changluhan guyanchang youxian zeren gongsi 天津长芦汉沽盐场有限责任公司 (registrierte Marke: Luhuapai 芦花牌)
- Tianjin Zhongfang Diyang fangzhi youxian gongsi 天津中纺抵羊纺织有限公司 (registrierte Marke: Diyangpai 抵羊牌)
- Tianjin shi Hongqishun canyin youxian zeren gongsi 天津市鸿起顺餐饮有限责任公司 (registrierte Marke: Hongqishun 鸿起顺)
- Tianjin shi Yuchuanju jiangcaichang 天津市玉川居酱菜厂 (registrierte Marke: Yuchuanju 玉川居)
- Tianjin Yingwu yueqi youxian gongsi 天津鹦鹉乐器有限公司 (registrierte Marke: Yingwu 鹦鹉)
- Tianjin shi Kangle yinliao youxian gongsi 天津市康乐饮料有限公司 (registrierte Marke: Kangle 康乐)
- Tianjin shi Sheng xifu maoye gongsi 天津市盛锡福帽业公司 (registrierte Marke: Sanmao 三帽)
- Tianjin Zhenmei diansheng qicai youxian zeren gongsi 天津真美电声器材有限责任公司 (registrierte Marke: Zhenmei 真美)

2010
- Zhongyuan Baihuo jituan gufen youxian gongsi 中原百货集团股份有限公司 (registrierte Marke: Zhongyuan Bai 中原百)
- Tianjinshi qingzhen Zhengxingde chaye pifa gongsi 天津市清真正兴德茶叶批发公司 (registrierte Marke: Zhengxingde 正兴德)
- Tianjinshi chaye gongsi 天津市茶业公司 (registrierte Marke: Chunrui 春蕊)
- Tianjinshi de chaye youxian gongsi 天津市正兴德茶叶有限公司 (registrierte Marke: Chengxing 成兴)
- Tianjin shi Hualong jindian 天津市华龙金店 (registrierte Marke: Hualong 华龙)
- Tianjin daming yanjing zongdian 天津大明眼镜总店 (registrierte Marke: Liren 丽人)
- Tianjin jinjiu jituan youxian gongsi 天津津酒集团有限公司 (registrierte Marke: Jinjiu 津酒)
- Tianjin shi zhi guniang jiu chang 天津市直沽酿酒厂 (registrierte Marke: Tiangu 天沽)
- Tianjin shi Guishunzhai gaodian shipin erchang 天津市桂顺斋糕点食品二厂 (registrierte Marke: Guishunzhai 桂顺斋)
- Tianjin shi roulei lianhe jiagong 天津市肉类联合加工厂 (registrierte Marke: Yingbin 迎宾)
- Tianjin shipin jinchukou gufen youxian gongsi 天津食品进出口股份有限公司 (registrierte Marke: Yiju yongji 义聚永记)
- Tianjin shi Xiangdezhai gaodian 天津市祥德斋糕点厂 (registrierte Marke: Xiangdezhai 祥德斋)
- Tianjin shi Qishilin shipin 天津市起士林食品厂 (registrierte Marke: Wuhuan五环)
- Tianjin pi tang zhang fang youxian gongsi 天津皮糖张坊有限公司 (registrierte Marke: Laoshaole 老少乐)
- Tianjin shi Daoxiangcun shipin gongsi 天津市稻香村食品公司 (registrierte Marke: Daoxiangcun 稻香村)

### Hebei
- Shijiazhuang Luoshanqi shipin youxian gongsi 石家庄洛杉奇食品有限公司 (registrierte Marke: Jinfeng 金凤)
- Hebei Baoding Huaimao youxian gongsi 河北保定槐茂有限公司 (registrierte Marke: Huaimao 槐茂)
- Hebei Liuling zuijiuchang 河北刘伶醉酒厂 (registrierte Marke: Liuling 刘伶)
- Hebei Yufeng shiye gufen youxian gongsi 河北裕丰实业股份有限公司 (registrierte Marke: Hengshui laobaigan 衡水老白干)
- Chengde Qianlong zuijiuye youxian zeren gongsi 承德乾隆醉酒业有限责任公司 (registrierte Marke: Bancheng shaoguo 板城烧锅)
- Tangshan Hongyan fanzhuang 唐山鸿宴饭庄 (registrierte Marke: Hongyan 鸿宴)
- Hebei sheng Liumei shiye youxian gongsi 河北省刘美实业有限公司 (registrierte Marke: Liumei 刘美)
- Yutian xian Hongyuan jiuye youxian gongsi 玉田县鸿源酒业有限公司 (registrierte Marke: Fengnianpai 丰年牌)

2010
- Hebei sanjing niangjiu youxian gongsi 河北三井酿酒有限公司 (registrierte Marke: Sanjing shilixiang 三井十里香)
- Shijiazhuang Mashi zhongfa shipin youxian gongsi 石家庄马氏中发食品有限公司 (registrierte Marke: Zhendingfu 真定府)
- Bazhou shi zhengrong shipin youxian gongsi 霸州市争荣食品有限公司 (registrierte Marke: Zhengrong 争荣)
- Huai’an xian Chaigoubao xunrou zhipin youxian zeren gongsi 怀安县柴沟堡熏肉制品有限责任公司 (registrierte Marke: Chaigoubao 柴沟堡)
- Daming xian Damingfu xiangyou tiaoweipin youxian gongsi 大名县大名府香油调味品有限公司 (registrierte Marke: Damingfu 大名府)
- Handan shi yilouyou canyin youxian gongsi 邯郸市一篓油餐饮有限公司 (registrierte Marke: Yilouyou 一篓油)
- Daming xian Jingfu heizhima xiaomo xiangyou youxian gongsi 大名县京府黑芝麻小磨香油有限公司 (registrierte Marke: Wuluxiang 五鹿香)
- Chengde Ganlong zui jiuye youxian zeren gongsi 承德乾隆醉酒业有限责任公司 (registrierte Marke: Qingyuanheng 庆元亨)
- Hebei Nikeng jiuye youxian zeren gongsi 河北泥坑酒业有限责任公司 (registrierte Marke: Fushengquan 福盛泉)
- Tangshan Caoxueqin jiuye youxian gongsi 唐山曹雪芹酒业有限公司 (registrierte Marke: Caoxueqin 曹雪芹)
- Tangshan shi Xinxin matang chang 唐山市新新麻糖厂 (registrierte Marke: Mifeng matang 蜜蜂麻糖)
- Hebei sheng Qian’an Guantoushan jiu 河北省迁安贯头山酒厂 (registrierte Marke: Guantoushan 贯头山)

### Shanxi
- Shanxi Laochencu jituan youxian gongsi 山西老陈醋集团有限公司 (registrierte Marke: Donghu 东湖)
- Taiyuan Liuweizhai shiye youxian gongsi 太原六味斋实业有限公司 (registrierte Marke: Liuweizhai 六味斋)
- Shanxi sheng Pingyao niurou jituan youxian gongsi 山西省平遥牛肉集团有限公司 (registrierte Marke: Guanyun 冠云)
- Shanxi Guangyu Yuanguo yao youxian gongsi 山西广誉远国药有限公司 (registrierte Marke: Yuan 远)
- Taiyuan Shuanghecheng shipin youxian gongsi 太原双合成食品有限公司 (registrierte Marke: Shuanghecheng 双合成)
- Taiyuan shi Ninghua fu Yiyuanqing cuye youxian gongsi 太原市宁化府益源庆醋业有限公司 (registrierte Marke: Yiyuanqing 益源庆)
- Shanxi Taigu Rongxintang shipin youxian gongsi 山西太谷荣欣堂食品有限公司 (registrierte Marke: Rongxintang 荣欣堂)
- Shanxi Yunqing niurou youxian gongsi 山西云青牛肉有限公司 (registrierte Marke: Yunqing 云青)
- Shanxi sheng Pingyao xian Yanhurou zhipin youxian gongsi 山西省平遥县延虎肉制品有限公司 (registrierte Marke: Yanhu 延虎)
- Taiyuan shi Gudeng tiaowei shipin youxian gongsi 太原市古灯调味食品有限公司 (registrierte Marke: Gudeng 古灯)

2010
- Taiyuan shi guopin chaye fushi zonggongsi 太原市果品茶叶副食总公司 (registrierte Marke: Ganhexiang 乾和祥)
- Taiyuan Pude shangmao youxian gongsi 太原普得商贸有限公司 (registrierte Marke: Taishanmiao 泰山庙)
- Taiyuan shi tangye yanjiu gongsi Laoxiangcun fushi shangdian 太原市糖业烟酒公司老香村副食商店 (registrierte Marke: Laoxiangcun 老香村)
- Shanxi Xinghuacun Fenjiu jituan youxian zeren gongsi 山西杏花村汾酒集团有限责任公司 (registrierte Marke: Xinghuacun 杏花村)
- Shanxi Tangjiu fushi youxian zeren gongsi 山西糖酒副食有限责任公司 (registrierte Marke: Jintang 晋唐)
- Shanxi Laifu Laochencu jituan youxian gongsi 山西来福老陈醋集团有限公司 (registrierte Marke: Laifu 来福)
- Yangquan shipin zongchang youxian gongsi 阳泉食品总厂有限公司 (registrierte Marke: Yishou 颐寿)
- Jishan xian Feikaida shipin youxian gongsi 稷山县飞凯达食品有限公司 (registrierte Marke: Zhaoshi siwei fang 赵氏四味坊)
- Linfen shi Yaodu qu Wujia Baoxing xunrou zhipin youxian gongsi 临汾市尧都区吴家宝兴熏肉制品有限公司 (registrierte Marke: Baoxingshan 宝兴善)
- Shanxi Taigu tongbao cuye youxian gongsi 山西太谷通宝醋业有限公司 (registrierte Marke: Mingquanbao 明泉宝)
- Yuncheng shi Futonghui shipin youxian gongsi 运城市福同惠食品有限公司 (registrierte Marke: Futonghui 福同惠)
- Shanxi Guoshi shipin gongye youxian gongsi 山西郭氏食品工业有限公司 (registrierte Marke: Guoguofang 郭国芳)
- Taiyuan shi Hengyi cheng tian si dian 太原市恒义诚甜食店 (registrierte Marke: Laoshuku 老鼠窟)
- Taiyuan shi shipin sanchang 太原市食品三厂 (registrierte Marke: Jin 晋)
- Taiyuan jiuchang 太原酒厂 (registrierte Marke: Jinquan 晋泉)
- Pingding xian Jinyang fengwei yucai chang 平定县晋阳风味御菜厂 (registrierte Marke: Longjin 龙筋)

### Innere Mongolei
- Neimenggu Hetao jiuye jituan gufen youxian gongsi 内蒙古河套酒业集团股份有限公司 (registrierte Marke: Hetao 河套)

2010
- Neimenggu minzu shangchang youxian zeren gongsi 内蒙古民族商场有限责任公司 (registrierte Marke: Minzu 民族)
- Neimenggu Jinyuan jituan gufen youxian gongsi Huhehaote shi zhijiuchang 内蒙古金元集团股份有限公司呼和浩特市制酒厂 (registrierte Marke: Fengzhou 丰州)
- Neimenggu Bainian jiuye youxian zeren gongsi 内蒙古百年酒业有限责任公司 (registrierte Marke: Kailu 开鲁)
- Neimenggu Hengfeng shipin gongye (jituan) gufen youxian gongsi 内蒙古恒丰食品工业 (集团)股份有限公司 (registrierte Marke: Hetao 河套)
- Neimenggu Dashengkui shiye youxian gongsi 内蒙古大盛魁实业有限公司 (registrierte Marke: Dashengkui 大盛魁)
- Neimenggu Hongmao shiye gufen youxian gongsi 内蒙古鸿茅实业股份有限公司 (registrierte Marke: Hongmao 鸿茅)

### Liaoning
- Shenyang Cuihua jinyin zhubao zhipin shi ye youxian gongsi 沈阳萃华金银珠宝制品实业有限公司 (registrierte Marke: Cuihua 萃华)
- Shenyang shi Ganlu jiaoziguan 沈阳市甘露饺子馆 (registrierte Marke: Ganlu 甘露)
- Hongxingtai Fushun yinshi wenhua youxian gongsi 鸿兴泰抚顺饮食文化有限公司 (registrierte Marke: Hongxingtai 鸿兴泰)
- Shenyang Laobian jiaoziguan 沈阳老边饺子馆 (registrierte Marke: Laobian 老边)
- Dandong shi Laotianxiang dayaofang 丹东市老天祥大药房 (registrierte Marke: Laotianxiang 老天祥)
- Huludao shi Gaoqiao Chen cuchang 葫芦岛市高桥陈醋厂 (registrierte Marke: Gaoqiao 高桥)
- Shenyang shi Shenhe qu Ma shaomai guan 沈阳市沈河区马烧麦馆 (registrierte Marke: Bainian Ma shaomai 百年马烧麦)
- Shenyang shi Baofayuan mingcaiguan 沈阳市宝发园名菜馆 (registrierte Marke: Baofayuan 宝发园)
- Anshan shi Shanghai Xinli xunladian 鞍山市上海信利熏腊店 (registrierte Marke: Xinli 信利)

2010
- Shenyang shi Zhonghefu chazhuang 沈阳市中和福茶庄 (registrierte Marke: Zhonghefu 中和福)
- Anshan shi Laojinghua yanjing youxian gongsi 鞍山市老精华眼睛有限公司 (registrierte Marke: Laojinghua 老精华)
- Jinzhou xiaocai youxian zeren gongsi 锦州小菜有限责任公司 (registrierte Marke: Jinzhou 锦州)
- Shenyang Tianjiang Laolongkou niangzao youxian gongsi 沈阳天江老龙口酿造有限公司 (registrierte Marke: Laolongkou 老龙口)
- Huludao shi Gaoqiao xiaocaichang 葫芦岛市高桥小菜厂 (registrierte Marke: Jingang 锦港)
- Liaoning Daoguang nianwu jituan Manzu niangjiu youxian zeren gongsi 辽宁道光廿五集团满族酿酒有限责任公司 (registrierte Marke: Daoguang 道光)
- Liaoning sheng Dengta shi huazi jiu 辽宁省灯塔市铧子酒厂 (registrierte Marke: Moqishan 磨齐山)
- Liaoning Fengcheng laojiao jiuye youxian zeren gongsi 辽宁凤城老窖酒业有限责任公司 (registrierte Marke: Fengshan 凤山)
- Liaoning Tieshashan jiuye youxian zeren gongsi 辽宁铁刹山酒业有限责任公司 (registrierte Marke: Tieshashan 铁刹山)
- Liaoning Qianshan jiuye jituan youxian gongsi 辽宁千山酒业集团有限公司 (registrierte Marke: Qianshan 千山)
- Panjin shi Panshan jiuye youxian zeren gongsi 盘锦市盘山酒业有限责任公司 (registrierte Marke: Panjin 盘锦)
- Shenyang Daoxiangcun shangye youxian gongsi Daoxiangcun shipin 沈阳稻香村商业有限公司稻香村食品厂 (registrierte Marke: Daofu 稻福)
- Beizhen shi Liujia zhuti xunji chang 北镇市刘家猪蹄熏鸡厂 (registrierte Marke: Liuwancheng 刘万成)
- Beizhen shi Goubangzi Yinyaru (Yinjia) xunji youxian gongsi 北镇市沟帮子尹亚茹 (尹家)熏鸡有限公司 (registrierte Marke: Yinjia 尹家)
- Dashang jituan gufen youxian gongsi 大商集团股份有限公司 (registrierte Marke: Dashang 大商)

### Jilin
- Jilin Fuyuanguan shipin jituan youxian gongsi 吉林福源馆食品集团有限公司 (registrierte Marke: Fuyuanguan 福源馆)
- Jilin sheng yangmazi dabing canyin guanli youxian zeren gongsi 吉林省杨麻子大饼餐饮管理有限责任公司 (registrierte Marke: Yangmazi 杨麻子)
- Changchun shi Dingfengzhen shipin youxian gongsi 长春市鼎丰真食品有限公司 (registrierte Marke: Dingfengzhen 鼎丰真)
- Siping shi Liliangui fengwei jiulou四平市李连贵风味大酒楼 (registrierte Marke: Liliangui 李连贵)
- Changchun Jidequan niangjiuchang 长春积德泉酿酒厂 (registrierte Marke: Jidequan 积德泉)
- Changbaishan jiuye jituan gongsi 长白山酒业集团公司 (registrierte Marke: Changbaishan 长白山)
- Songyuan shi Songjiang laocu niangzao youxian gongsi 松原市松江老醋酿造有限公司 (registrierte Marke: Songjiang 松江)

2010
- Jilin sheng Daquanyuan jiuye youxian gongsi 吉林省大泉源酒业有限公司 (registrierte Marke: Daquanyuan 大泉源)
- Tonghua putaojiu gufen youxian gongsi 通化葡萄酒股份有限公司 (registrierte Marke: Tonghua 通化)
- Jilin shi Chunfa shiye youxian zeren gongsi Xinxingyuan jiaoziguan 吉林市春发实业有限责任公司新兴园饺子馆 (registrierte Marke: Xinxingyuan 新兴园)
- Jilin sheng Tao’erhe jiuye youxian gongsi 吉林省洮儿河酒业有限公司 (registrierte Marke: Tao’erhepai 洮儿河牌)
- Liaoyuan Longquan jiuye gufen youxian gongsi 辽源龙泉酒业股份有限公司 (registrierte Marke: Longquan chunpai 龙泉春牌)
- Jilin sheng Meihe jiuye youxian gongsi 吉林省梅河酒业有限公司 (registrierte Marke: Meihe 梅河)
- Jilin sheng Bai niangzao youxian gongsi 吉林省百乐酿造有限公司 (registrierte Marke: Baile 百乐)
- Changchun Yushu daqu jituan gufen youxian gongsi 长春榆树大曲集团股份有限公司 (registrierte Marke: Yushu qian 榆树钱)
- Jilin niangye jituan youxian gongsi 吉林酿业集团有限公司 (registrierte Marke: Jiangchengpai 江城牌)

### Heilongjiang
- Haerbin Dazhong roulian jituan youxian gongsi 哈尔滨大众肉联集团有限公司 (registrierte Marke: Dazhong roulian 大众肉联)
- Haerbin Laodu yichu canyin youxian zeren gongsi 哈尔滨老都一处餐饮有限责任公司 (registrierte Marke: Laodu yichu 老都一处)
- Haerbin Laodingfeng shipin youxian gongsi 哈尔滨老鼎丰食品有限公司 (registrierte Marke: Laodingfeng 老鼎丰)
- Hayao jituan Shiyitang zhiyaochang 哈药集团世一堂制药厂 (registrierte Marke: Shiyitang 世一堂)
- Haerbin Zhengyanghe tiaowei shipin youxian gongsi 哈尔滨正阳河调味食品有限公司 (registrierte Marke: Zhengyanghe 正阳河)
- Haerbin Zhengyanglou roulei shipin gongsi 哈尔滨正阳楼肉类食品公司 (registrierte Marke: Zhengyanglou 正阳楼)
- Haerbin Lianqiang shangye fazhan youxian gongsi 哈尔滨联强商业发展有限公司 (registrierte Marke: Bazashi 八杂市)
- Heilongjiang sheng Shuangcheng Huayuan jiuye youxian gongsi 黑龙江省双城花园酒业有限公司 (registrierte Marke: Huayuan 花园)

2010
- Heilongjiang Beidacang jituan youxian gongsi 黑龙江北大仓集团有限公司 (registrierte Marke: Beidacang 北大仓)
- Heilongjiang sheng Yuquan jiuye youxian zeren gongsi 黑龙江省玉泉酒业有限责任公司 (registrierte Marke: Yuquan 玉泉)
- Mudanjiang baijiu (chang) youxian gongsi 牡丹江白酒 (厂)有限公司 (registrierte Marke: Mudanjiang 牡丹江)
- Haerbin shi Binzhou niangjiuchang 哈尔滨市宾州酿酒厂 (registrierte Marke: Binzhoupai 宾州牌)
- Heilongjiang Kedong furu youxian gongsi 黑龙江省克东腐乳有限公司 (registrierte Marke: Erkeshan 二克山)
- Heilongjiang sheng fuyu laoyao jiuye youxian gongsi 黑龙江省富裕老窑酒业有限公司 (registrierte Marke: Guihua 桂花)
- Kedong xian Renhechun furu youxian zeren gongsi 克东县人和春腐乳有限责任公司 (registrierte Marke: Yuhe 玉和)
- Haerbin shi Nanji lengyin youxian gongsi 哈尔滨市南极冷饮有限公司 (registrierte Marke: Nanji 南极)
- Haerbin Zhongyang cheng shipin youxian gongsi 哈尔滨中央城食品有限公司 (registrierte Marke: Daluoxin 大罗新)
- Mudanjiang shi songcheng tiaoweipin youxian zeren gongsi 牡丹江市松城调味品有限责任公司 (registrierte Marke: Songcheng 松城)
- Heilongjiang beifang tangye gufen youxian gongsi 黑龙江北方糖业股份有限公司 (registrierte Marke: Hongguang 红光)
- Haerbin Qiulin tangguo youxian zeren gongsi 哈尔滨秋林糖果厂有限责任公司 (registrierte Marke: Qiulin lidaosi 秋林里道斯)
- Haerbin qiulin shipin youxian zeren gongsi 哈尔滨秋林食品有限责任公司 (registrierte Marke: Xin tiandi qiulin 新天地秋林)
- Haerbin Daxingchang jiuye youxian gongsi 哈尔滨大兴昌酒业有限公司 (registrierte Marke: Daxingchang 大兴昌)

### Shanghai
- Shanghai Sanyang nanhuo dian 上海三阳南货店 (registrierte Marke: Yangpai 羊牌)
- Shanghai Laodatong tiaowei pin youxian gongsi 上海老大同调味品有限公司 (registrierte Marke: Laodatong 老大同)
- Shanghai Qunli caoyaodian 上海群力草药店 (registrierte Marke: Qunli 群力)
- Shanghai Caitongdetang yaohao 上海蔡同德堂药号 (registrierte Marke: Caitongdetang 蔡同德堂)
- Shanghai Wangbaohe jiudian 上海王宝和酒店 (registrierte Marke: Wangbaohe 王宝和)
- Shanghai Peiluomeng xifu gongsi 上海培罗蒙西服公司 (registrierte Marke: Peiluomeng 培罗蒙)
- Shanghai Baodaxiang qingshaonian ertong gouwu zhongxin 上海宝大祥青少年儿童购物中心 (registrierte Marke: Baodaxiang 宝大祥)
- Shanghai Wangkai sheying youxian gongsi 上海王开摄影有限公司 (registrierte Marke: Wangkai 王开)
- Xinghualou shipin canyin gufen youxian gongsi 杏花楼食品餐饮股份有限公司 (registrierte Marke: Xinghualou 杏花楼)
- Shanghai Xinghualou (jituan) youxian gongsi Laobanzhai jiulou 上海杏花楼 (集团)有限公司老半斋酒楼 (registrierte Marke: Laobanzhai 老半斋)
- Shanghai Xinghualou (jituan) youxian gongsi Yanyunlou 上海杏花楼 (集团)有限公司燕云楼 (registrierte Marke: Yanyunlou 燕云楼)
- Shanghai Xinghua lou (jituan) youxian gongsi Laozhengxing caiguan 上海杏花楼 (集团)有限公司老正兴菜馆 (registrierte Marke: Laozhengxing 老正兴)
- Shanghai Xiaoshaoxing canyin jingying guanli gongsi xiao shao jiudian 上海小绍兴餐饮经营管理公司小绍兴大酒店 (registrierte Marke: Xiaoshaoxing 小绍兴)
- Shanghai Gongdelin sushi youxian gongsi 上海功德林素食有限公司 (registrierte Marke: Gongdelin 功德林)
- Shanghai quantai fushi xieye zong gongsi 上海全泰服饰鞋业总公司 (registrierte Marke: Quantai 全泰)
- Shanghai Laofandian 上海老饭店 (registrierte Marke: Shanghai Laofandian 上海老饭店)
- Shanghai Yuyuan lüyou shangcheng gufen youxian gongsi Nanxiang mantoudian 上海豫园旅游商城股份有限公司南翔镘头店 (registrierte Marke: Nanxiang 南翔)
- Shanghai wanyouquan (jituan) youxian gongsi 上海万有全 (集团)有限公司 (registrierte Marke: Wanyouquan 万有全)
- Hengyuanxiang (jituan) youxian gongsi 恒源祥 (集团)有限公司 (registrierte Marke: Hengyuanxiang 恒源祥)
- Shanghai Laofengxiang youxian gongsi 上海老凤祥有限公司 (registrierte Marke: Laofengxiang 老凤祥)
- Shanghai Zhang Xiaoquan daojian zongdian youxian gongsi 上海张小泉刀剪总店有限公司 (registrierte Marke: Quanzipai 泉字牌)
- Shanghai woshi yongpin youxian gongsi 上海卧室用品有限公司 (registrierte Marke: Shangwo 上卧)
- Shanghai renli fushi youxian gongsi 上海人立服饰有限公司 (registrierte Marke: Renli 人立)
- Shanghai Yayi jindian youxian gongsi 上海亚一金店有限公司 (registrierte Marke: Yayi 亚一)
- Shanghai Laomiao huangjin youxian gongsi 上海老庙黄金有限公司 (registrierte Marke: Laomiao 老庙)
- Shanghai Duoyunxuan 上海朵云轩 (registrierte Marke: Duoyunxuan 朵云轩)
- Shanghai Gujin neiyi youxian gongsi 上海古今内衣有限公司 (registrierte Marke: Gujinpai 古今牌)
- Shanghai Huangshan chaye youxian gongsi 上海黄山茶叶有限公司 (registrierte Marke: Xuyou 叙友)
- Shanghai Canglangting canyin guanli youxian gongsi 上海沧浪亭餐饮管理有限公司 (registrierte Marke: Canglangting 沧浪亭)
- Shanghai Kaikai shiye gufen youxian gongsi上海开开实业股份有限公司 (registrierte Marke: Kaikaipai 开开牌)
- Shanghai lifeng shipin youxian gongsi 上海立丰食品有限公司 (registrierte Marke: Lifengpai 立丰牌)
- Shanghai Lantang - Bobu pixie youxian gongsi 上海蓝棠—博步皮鞋有限公司 (registrierte Marke: Lantangpai 蓝棠牌, Bobupai 博步牌)
- Shanghai Kaisiling shipin youxian gongsi 上海凯司令食品有限公司 (registrierte Marke: Kaisiling 凯司令)
- Shanghai Lüyangcun jiujia youxian gongsi 上海绿杨村酒家有限公司 (registrierte Marke: Lüyangcun 绿杨村)
- Shanghai Xinchangfa lizi shipin youxian gongsi 上海新长发栗子食品有限公司 (registrierte Marke: Xinchangfa 新长发)
- Shanghai Hengsheng xifu youxian gongsi 上海亨生西服有限公司 (registrierte Marke: Hengsheng 亨生)
- Shanghai Qiaojiazha yinshi shipin fazhan youxian gongsi Qiaojiazha shifu 上海乔家栅饮食食品发展有限公司乔家栅食府 (registrierte Marke: Qiaojiazha 乔家栅)
- Shanghai Dingfeng niangzao shipin youxian gongsi 上海鼎丰酿造食品有限公司 (registrierte Marke: Dingfeng 鼎丰)
- Shanghai Bailian jituan gufen youxian gongsi Shanghai funü yongpin shangdian 上海百联集团股份有限公司上海妇女用品商店 (registrierte Marke: Piaoliang mama 漂亮妈妈)
- Shanghai Sanlian (jituan) youxian gongsi 上海三联 (集团)有限公司 (Wuliangcai Yanjing gongsi 吴良材眼镜公司, registrierte Marke: Wuliangcai 吴良材)
- Shanghai Sanlian (jituan) youxian gongsi 上海三联 (集团)有限公司 (Maochang yanjing gongsi 茂昌眼镜公司, registrierte Marke: Maochang 茂昌)
- Shanghai Juhua fangzhi youxian gongsi 上海菊花纺织有限公司 (registrierte Marke: Juhua pai 菊花牌)
- Shanghai Cuizhong maojin zongchang 上海萃众毛巾总厂 (registrierte Marke: Zhongpai 414 钟牌414)
- Shanghai Huayuan shiye zonggongsi 上海华元实业总公司 (registrierte Marke: Feijipai 飞机牌)
- Guanshengyuan (jituan) youxian gongsi 冠生园 (集团)有限公司 (registrierte Marke: Guanshengyuan 冠生园)
- Shanghai Luntai xiangjiao (jituan) gufen youxian gongsi 上海轮胎像胶 (集团)股份有限公司 (registrierte Marke: Shuangqian 双钱)
- Shanghai Fenghuang tanye youxian gongsi 上海凤凰毯业有限公司 (registrierte Marke: Fenghuang 凤凰)
- Shanghai Jialianhe gufen youxian gongsi 上海家化联合股份有限公司 (registrierte Marke: Meijiajing 美加净)
- Fenghuang gufen youxian gongsi 凤凰股份有限公司 (registrierte Marke: Fenghuangpai 凤凰牌)
- Shanghai baimao (jituan) youxian gongsi 上海白猫 (集团)有限公司 (registrierte Marke: Baimao 白猫)
- Shanghai Yaming dengpaochang youxian gongsi 上海亚明灯泡厂有限公司 (registrierte Marke: Yazi 亚字)

2010
- Shanghai Xinshijie gufen youxian gongsi 上海新世界股份有限公司 (registrierte Marke: Xinshijie新世界)
- Shanghai Laojiefu Shangxia 上海老介福商厦 (registrierte Marke: Laojiefu 老介福)
- Shanghai Yuyuan Shangcheng baihuo youxian gongsi 上海豫园商城百货有限公司 (registrierte Marke: Yongqing 永青)
- Shanghai Yuyuan lüyou shangcheng gufen youxian gongsi Huxinting chalou 上海豫园旅游商城股份有限公司湖心亭茶楼 (registrierte Marke: Tuxing 图形)
- Shanghai Yuyuan shangcheng xiaoshangpin youxian gongsi Shanghai Liyunge jian shan jing jia shangdian 上海豫园商城小商品有限公司上海丽云阁笺扇镜架商店 (registrierte Marke: Liyunge 丽云阁)
- Shanghai Sandaxiang fangzhipin youxian gongsi Xiedaxiang choubu shangdian 上海三大祥纺织品有限公司协大祥绸布商店 (registrierte Marke: Xiedaxiang 协大祥)
- Shanghai sandaxiang fangzhipin youxian gongsi Xindaxiang choubu shangdian 上海三大祥纺织品有限公司信大祥绸布商店 (registrierte Marke: Xindaxiang 信大祥)
- Shanghai sanxiang fangzhipin youxian gongsi Baodaxiang choubu shangdian 上海三大祥纺织品有限公司宝大祥绸布商店 (registrierte Marke: Baodaxiang 宝大祥)
- Shanghai quanguo tu techan shipin youxian gongsi shangchang 上海全国土特产食品有限公司商场 (registrierte Marke: Peili 培丽)
- Shanghai Jinlong shangye youxian gongsi 上海金龙商业有限公司 (registrierte Marke: Wuxing 五星)
- Shanghai shi Xujia hui shang cheng gufen youxian gongsi Liubai fen gongsi 上海市徐家汇商城股份有限公司六百分公司 (registrierte Marke: Liubai 六百)
- Shanghai Bailian jituan gufen youxian gongsi diyi baihuo shangdian 上海百联集团股份有限公司第一百货商店 (registrierte Marke: Tuxing 图形)
- Shanghai Bailian jituan gufen youxian gongsi Shanghai shizhuang shangdian 上海百联集团股份有限公司上海时装商店 (registrierte Marke: Shuxin 舒馨)
- Shanghai shi tangye yanjiu (jituan) youxian gongsi 上海市糖业烟酒 (集团)有限公司 (registrierte Marke: Yutang 玉棠)
- Shanghai Dongfang yanjing youxian gongsi 上海东方眼镜有限公司 (registrierte Marke: Dongfang mingxing 东方明星)
- Shanghai Sanjiaodi caichang 上海三角地菜场 (registrierte Marke: Sanjiaodi 三角地)
- Shanghai Shaowansheng shipin gongsi 上海邵万生食品公司 (registrierte Marke: Shaowansheng 邵万生)
- Shanghai shi Taikang shipin youxian gongsi zhenlao dafang shipin fen gongsi 上海市泰康食品有限公司真老大房食品分公司 (registrierte Marke: Zhen 真)
- Shanghai shi Taikang shipin youxian gongsi Daoxiangcun zhunganfen gongsi 上海市泰康食品有限公司稻香村肫肝分公司 (registrierte Marke: Tuxing 图形)
- Shanghai Linanju shipin zongchang 上海利男居食品总厂 (registrierte Marke: Linanju 利男居)
- Shanghai Caizhizhai shipin youxian gongsi 上海采芝斋食品有限公司 (registrierte Marke: Caizhizhai 采芝斋)
- Shanghai Chuanxiang tiaoliao shipin youxian gongsi 上海川湘调料食品有限公司 (registrierte Marke: Chuanxiang 川湘)
- Shanghai Ligaotang shipinchang 上海梨膏糖食品厂 (registrierte Marke: Tuxing 图形)
- Shanghai Laocheng Huangmiao wuxiang doushipin youxian gongsi 上海老城隍庙五香豆食品有限公司 (registrierte Marke: Laocheng Huangmiao 老城隍庙)
- Shanghai Sanyangsheng shipin youxian gongsi 上海三阳盛食品有限公司 (registrierte Marke: Sanyangsheng 三阳盛)
- Shanghai dalu niangzao youxian gongsi 上海大陆酿造有限公司 (registrierte Marke: Gongji 公鸡)
- Shanghai guanjun shipin youxian gongsi 上海冠军食品有限公司 (registrierte Marke: Zhanglisheng 张力生)
- Shanghai Dingyixing shipin youxian gongsi 上海丁义兴食品有限公司 (registrierte Marke: Dingyixing 丁义兴)
- Shanghai Baoding niangzao youxian gongsi 上海宝鼎酿造有限公司 (registrierte Marke: Tianyu 天鱼)
- Shanghai Qianwanlong niangzaochang 上海钱万隆酿造厂 (registrierte Marke: Qianwanlong 钱万隆)
- Shanghai Nanxiang sudong shipin youxian gongsi 上海南翔速冻食品有限公司 (registrierte Marke: Nanxiang 南翔)
- Guangming ruye gufen youxian gongsi 光明乳业股份有限公司 (registrierte Marke: Guangming 光明)
- Shanghai Jinfeng jiuye gufen youxian gongsi 上海金枫酒业股份有限公司 (registrierte Marke: Jinfeng 金枫)
- Shanghai Guanshengyuan shipin youxian gongsi 上海冠生园食品有限公司 (registrierte Marke: Dabaitu 大白兔)
- Shanghai Guanshengyuan Huatuo Niangjiu youxian gongsi 上海冠生园华佗酿酒有限公司 (registrierte Marke: Huatuo 华佗)
- Shanghai yimin shipin yichang youxian gongsi 上海益民食品一厂有限公司 (registrierte Marke: Guangmingpai 光明牌)
- Shanghai Tianchu tiaoweipin youxian gongsi 上海天厨调味品有限公司 (registrierte Marke: Foshou 佛手)
- Shanghai Santian shipin youxian gongsi 上海三添食品有限公司 (registrierte Marke: Santian 三添)
- Shanghai Yuelaifang shipin youxian gongsi 上海悦来芳食品有限公司 (registrierte Marke: Yuelaifang 悦来芳)
- Shanghai Wufu tiaowei shipin youxian gongsi 上海五福调味食品有限公司 (registrierte Marke: Tuxing 图形)
- Shanghai Fuxin mianfen youxian gongsi 上海福新面粉有限公司 (registrierte Marke: Fuxin 福新)
- Shanghai diyi shipin liansuo fazhan youxian gongsi 上海第一食品连锁发展有限公司 (registrierte Marke: Tuxing 图形)
- Shanghai Xinguang guangxue yiqi youxian gongsi 上海新光光学仪器有限公司 (registrierte Marke: Xinguang 新光)
- Shanghai Sanqiang (jituan) youxian gongsi 上海三枪 (集团)有限公司 (registrierte Marke: Sanqiang 三枪)
- Shanghai ha luo fushi youxian gongsi 上海海螺服饰有限公司 (registrierte Marke: Hailuo 海螺)
- Shanghai Long tou jia fang youxian gongsi 上海龙头家纺有限公司 (registrierte Marke: Minguang 民光)
- Shanghai jinle fangzhi zhuangshipin youxian gongsi 上海锦乐纺织装饰品有限公司 (registrierte Marke: Huanghou 皇后)

### Jiangsu
- Jiangsu Shuanggou jiuye gufen youxian gongsi江苏双沟酒业股份有限公司 (registrierte Marke: Shuanggou 双沟)
- Nanjing zhongyang shangchang gufen youxian gongsi南京中央商场股份有限公司 (registrierte Marke: Zhongyang 中央)
- Wuxi shi Sanfengqiao rouzhuang youxian gongsi无锡市三凤桥肉庄有限公司 (registrierte Marke: Sanfengqiao 三凤桥)
- Jiangsu Xianhe shipin niangzao youxian gongsi江苏仙鹤食品酿造有限公司 (registrierte Marke: Xianhe 仙鹤)
- Jiangsu Hengshun cuye gufen youxian gongsi江苏恒顺醋业股份有限公司 (registrierte Marke: Hengshun 恒顺)
- Yangzhou Fuchun yinfu jituan youxian gongsi fuchun chashe扬州富春饮服集团有限公司富春茶社 (registrierte Marke: Fuchun 富春)
- Nanjing qingzhen Maxiangxing caiguan南京清真马祥兴菜馆 (registrierte Marke: Maxiangxing 马祥兴)
- Suzhou shi Deyuelou canyin youxian gongsi苏州市得月楼餐饮有限公司 (registrierte Marke: Deyuelou 得月楼)
- Zhenjiang Yanchun jiulou youxian gongsi镇江宴春酒楼有限公司 (registrierte Marke: Yanchun 宴春)
- Suzhou Songhelou yinshi wenhua youxian gongsi苏州松鹤楼饮食文化有限公司 (registrierte Marke: Songhelou 松鹤楼)
- Yangzhou Sanhe Simei jiangcai youxian gongsi扬州三和四美酱菜有限公司 (registrierte Marke: Sanhe, Simei 三和、四美)
- Nanjing Jindu yinshi fuwu youxian gongsi南京金都饮食服务有限公司 (registrierte Marke: Lüliuju 绿柳居)
- Nanjing Yunjin yanjiusuo youxian gongsi南京云锦研究所有限公司 (registrierte Marke: Jixiangpai 吉祥牌)
- Nanjing Siming yanjing dian youxian zeren gongsi南京四明眼镜店有限责任公司 (registrierte Marke: Siming 四明)
- Nanjing Hanfuxing qingzhen shipin youxian gongsi南京韩复兴清真食品有限公司 (registrierte Marke: Hanfuxing 韩复兴)
- Changshu shi Wangsi jiujia常熟市王四酒家 (registrierte Marke: Wangsi jiujia 王四酒家)
- Xuzhou Hengshun Wantong shipin niangzao youxian gongsi徐州恒顺万通食品酿造有限公司 (registrierte Marke: Wantong 万通)
- Nanjing bao qing yin lou shoushi youxian zeren gongsi南京宝庆银楼首饰有限责任公司 (registrierte Marke: Baoqingpai 宝庆牌)
- Suzhou Gan shengyuan shipin youxian gongsi苏州乾生元食品有限公司 (registrierte Marke: Gan 乾)
- Nanjing Baijingyu zhiyao youxian zeren gongsi南京白敬宇制药有限责任公司 (registrierte Marke: Baijingyu 白敬宇)
- Suzhou Gantaixiang sichou youxian gongsi苏州乾泰祥丝绸有限公司 (registrierte Marke: Gantaixiang 乾泰祥)
- Suzhou Daoxiangcun shipin chang苏州稻香村食品厂 (registrierte Marke: He 禾)
- Xuzhou shi Laotongchang chaye youxian zeren gongsi徐州市老同昌茶叶有限责任公司 (registrierte Marke: Laotongchang 老同昌)
- Xuzhou shi Pei xian Gupei guojia shaojidian徐州市沛县古沛郭家烧鸡店 (registrierte Marke: Gupei guojia 古沛郭家)
- Yangzhou shi Guangming yanjing youxian gongsi 扬州市光明眼镜有限公司 (registrierte Marke: Guangming 光明)
- Nanjing Xinjiekou baihuo shangdian gufen youxian gongsi南京新街口百货商店股份有限公司 (registrierte Marke: Xinbai 新百)
- Nanjing Jindu yinshi fuwu youxian gongsi 南京金都饮食服务有限公司 (registrierte Marke: Yongheyuan 永和园)
- Suzhou shi Zhuhongxing yinshi youxian gongsi苏州市朱鸿兴饮食有限公司 (registrierte Marke: Zhuhongxing 朱鸿兴)
- Zhenjiang Cunrentang yiyao lian suo youxian zeren gongsi镇江存仁堂医药连锁有限责任公司 (registrierte Marke: Cunrentang 存仁堂)
- Suzhou Yuluchun chaye youxian gongsi 苏州玉露春茶叶有限公司 (registrierte Marke: Yuluchun 玉露春)
- Suzhou shi Chunlei chazhuang youxian gongsi 苏州市春蕾茶庄有限公司 (registrierte Marke: Wangruiyu 汪瑞裕)
- Suzhou shi Shijia fandian苏州市石家饭店 (registrierte Marke: Shijia fandian 石家饭店)
- Changzhou tangyanjiu gufen youxian gongsi Ruihetai fushi pin shangchang常州糖烟酒股份有限公司瑞和泰副食品商场 (registrierte Marke: Ruihetai 瑞和泰)
- Yangzhou Xiefuchun huazhuangpin youxian gongsi扬州谢馥春化妆品有限公司 (registrierte Marke: Xiefuchun 谢馥春)
- Yangzhou Yuqichang 扬州玉器厂 (registrierte Marke: Yuyuan 玉缘)
- Yangzhou Qiqichang 扬州漆器厂 (registrierte Marke: Qihua 漆花)
- Nanjing Tongrentang yaoye youxian zeren gongsi南京同仁堂药业有限责任公司 (registrierte Marke: Lejia laopu 乐家老铺)

2010
- Changzhou xin shiji shang cheng youxian gongsi 常州新世纪商城有限公司 (registrierte Marke: Changbai常百)
- Kunshan Aozaoguan youxian gongsi Aozaoguan 昆山奥灶馆有限公司奥灶馆 (registrierte Marke: Aozaoguan奥灶馆)
- Yangzhoulü yangchun chaye youxian gongsi 扬州绿杨春茶叶有限公司 (registrierte Marke: Lüyangchun 绿杨春)
- Nanjing Wuliangcai Yanjingdian 南京吴良材眼镜店 (registrierte Marke: Sichouzhilu 丝绸之路)
- Jiangsu Yanghe jiuchang gufen youxian gongsi 江苏洋河酒厂股份有限公司 (registrierte Marke: Yanghe 洋河)
- Jiangsu Shuanggou jiuye gufen youxian gongsi 江苏双沟酒业股份有限公司 (registrierte Marke: Shuanggou 双沟)
- Jiangsu jinshi yuan jiuye youxian gongsi 江苏今世缘酒业有限公司 (registrierte Marke: Gaogou 高沟)
- Jiangsu Tanggou liang xiang he jiuye youxian gongsi 江苏汤沟两相和酒业有限公司 (registrierte Marke: Tanggou 汤沟)
- Suzhou Caizhizhai shipin youxian gongsi 苏州采芝斋食品有限公司 (registrierte Marke: Caizhizhai 采芝斋)
- Suzhou Huangtianyuan shipin youxian gongsi 苏州黄天源食品有限公司 (registrierte Marke: Huangtianyuan 黄天源)
- Jiangsu Zhangjiagang niangjiu youxian gongsi 江苏张家港酿酒有限公司 (registrierte Marke: Shazhou 沙洲)
- Suzhou jinjin shipin youxian gongsi 苏州津津食品有限公司 (registrierte Marke: Jinjin 津津)
- Suzhou Yeshouhe shipin youxian gongsi 苏州叶受和食品有限公司 (registrierte Marke: Gehe 和合)
- Taicang rousong shipin youxian gongsi 太仓肉松食品有限公司 (registrierte Marke: Taicangpai 太仓牌)
- Lianyungang shi Banpu Wang shu you di cu chang 连云港市板浦汪恕有滴醋厂 (registrierte Marke: Wang 汪)
- Jiangsu Huai’an shi Pulou jiangcu shipin youxian gongsi 江苏淮安市浦楼酱醋食品有限公司 (registrierte Marke: Pulou 浦楼)
- Taizhou Meilanchun jiuchang youxian gongsi 泰州梅兰春酒厂有限公司 (registrierte Marke: Meilanchun 梅兰春)
- Jiangsu sheng Suqian shi Sanyuan tiaoweipin youxian gongsi 江苏省宿迁市三园调味品有限公司 (registrierte Marke: Sanyuan 三园)
- Nanjing Naiye jituan youxian gongsi 南京奶业集团有限公司 (registrierte Marke: Weigang 卫岗)
- Nanjing guansheng Yuan shipinchang youxian gongsi 南京冠生园食品厂有限公司 (registrierte Marke: Yuan 园)
- Nanjing xiao Suzhou shipin youxian gongsi 南京小苏州食品有限公司 (registrierte Marke: Xiao Suzhou 小苏州)
- Nanjing qingzhen Taoyuancun shipin youxian gongsi 南京清真桃源村食品厂有限公司 (registrierte Marke: Mitaopai 蜜桃牌)
- Wuxi shi Yuqi jiuye youxian gongsi 无锡市玉祁酒业有限公司 (registrierte Marke: Shuangtao 双套)
- Suzhou Lugaojian shipin youxian gongsi 苏州陆稿荐食品有限公司 (registrierte Marke: Dafang/Lugaojian 大房/陆稿荐)
- Suzhou shi Wuzhong qu Luzhi jiangpinchang 苏州市吴中区甪直酱品厂 (registrierte Marke: Luzhi 甪直)
- Wujiang shi Pingwang tiaoliao jiangpinchang 吴江市平望调料酱品厂 (registrierte Marke: Yinghu 莺湖)
- Nantong Baipu huangjiu youxian gongsi 南通白蒲黄酒有限公司 (registrierte Marke: Shuiminglou 水明楼)
- Rugao shi Linzi chao gao dian 如皋市林梓潮糕店 (registrierte Marke: Linzi Laowanhe 林梓老万和)
- Jiangsu Xinzhong niangzao youxian zeren gongsi 江苏新中酿造有限责任公司 (registrierte Marke: Xinzhong 新中)
- Nantong Yisheng jiuye youxian gongsi 南通颐生酒业有限公司 (registrierte Marke: Yisheng 颐生)
- Gaoyou shi jie shou Chen hua ji cha gan shipin chang 高邮市界首陈华记茶干食品厂 (registrierte Marke: Chenxilou 陈西楼)

### Zhejiang
- Huzhou Zhenyuantong shipin youxian gongsi 湖州震远同食品有限公司 (registrierte Marke: Zhenyuantong 震远同)
- Hangzhou Kongfengchun huazhuangpin youxian gongsi 杭州孔凤春化妆品有限公司 (registrierte Marke: Kongfengchun 孔凤春)
- Hangzhou Huqingyutang guoyao hao youxian gongsi (杭州胡庆余堂国药号有限公司 (registrierte Marke: Huqingyutang 胡庆余堂)
- Hangzhou Zhangxiaoquan jituan youxian gongsi 杭州张小泉集团有限公司 (registrierte Marke: Zhangxiaoquan 张小泉)
- Ruian Lidatong (Laowufang) Cha shipin dian 瑞安李大同 (老五房)茶食品店 (registrierte Marke: Lidatong 李大同)
- Zhejiang Wufangzhai shiye gufen youxian gongsi 浙江五芳斋实业股份有限公司 (registrierte Marke: Wufangzhai 五芳斋)
- Huzhou Wangyipinzhai bizhuang youxian zeren gongsi 湖州王一品斋笔庄有限责任公司 (registrierte Marke: Tianguanpai 天官牌)
- Shaoxing shi Xianheng jiudian youxian gongsi 绍兴市咸亨酒店有限公司 (registrierte Marke: Xianheng 咸亨)
- Zhejiang xuefang gongmao youxian gongsi 浙江雪舫工贸有限公司 (registrierte Marke: Xuefang Jiang 雪舫蒋)
- Quzhou shi Shaoyongfeng chengzheng shipin chang 衢州市邵永丰成正食品厂 (registrierte Marke: Shaoyongfeng 邵永丰)
- Zhejiang Longquan shi guanyao ciye gongsi 浙江龙泉市官窑瓷业公司 (registrierte Marke: Guan 官)
- Zhejiang sheng Liangyou shipin jinchukou gufen youxian gongsi 浙江省粮油食品进出口股份有限公司 (registrierte Marke: Tapai 塔牌)
- Hangzhou Jinxingtong shijie zhuangshi cailiao gongsi 杭州金星铜世界装饰材料公司 (registrierte Marke: Bingxin 炳新)
- Rui’an shi Baihao ruye youxian gongsi 瑞安市百好乳业有限公司 (registrierte Marke: Qindiaopai 擒雕牌)
- Jiaxing Sanzhenzhai shipin youxian gongsi 嘉兴三珍斋食品有限公司 (registrierte Marke: Sanzhenzhai 三珍斋)
- Huzhou Dinglianfang shipin youxian gongsi 湖州丁莲芳食品有限公司 (registrierte Marke: Dinglianfang 丁莲芳)
- Shaoxing Nü’erhong niangjiu youxian gongsi 绍兴女儿红酿酒有限公司 (registrierte Marke: Nü’erhong 女儿红)
- Zhongguo shao xing huang jiu jituan youxian gongsi 中国绍兴黄酒集团有限公司 (registrierte Marke: Chen Yonghe 沈永和)
- Hangzhou Fanghui chuntang guoyaoguan youxian gongsi 杭州方回春堂国药馆有限公司 (registrierte Marke: Fanghui chuntang 方回春堂)
- Hangzhou minsheng yaoye jituan youxian gongsi 杭州民生药业集团有限公司 (registrierte Marke: Minsheng 民生)
- Hangzhou Wangxingji shanye youxian gongsi 杭州王星记扇业有限公司 (registrierte Marke: Wangxingji王星记)
- Hangzhou Louwailou shiye youxian gongsi 杭州楼外楼实业有限公司 (registrierte Marke: Louwailou 楼外楼)
- Hangzhou Maoyuanchang yanjingchang 杭州毛源昌眼镜厂 (registrierte Marke: Maoyuanchang 毛源昌)
- Hangzhou yinshi fuwu jituan youxian gongsi Hangzhou Zhiweiguan 杭州饮食服务集团有限公司杭州知味观 (registrierte Marke: Zhiweiguan 知味观)
- Huijishan Shaoxingjiu youxian gongsi 会稽山绍兴酒有限公司 (registrierte Marke: Huijishan 会稽山)
- Hangzhou Huadong dayaofang liansuo youxian gongsi 杭州华东大药房连锁有限公司 (registrierte Marke: Zhangtongtai 张同泰)
- Wuxing Yaoshi Zhonghua Yaosjo qiuzhengtang [Yao xing sheng ren tang] 吴兴姚氏中华姚氏求正堂[姚姓圣仁堂] (registrierte Marke: Qiuzheng 求正)
- Hangzhou Wanlong roulei zhipin youxian gongsi 杭州万隆肉类制品有限公司 (registrierte Marke: Wanlong 万隆)
- Hangzhou Xiling yinshe youxian gongsi 杭州西泠印社有限公司 (registrierte Marke: Xiling yinshe 西泠印社)
- Hangzhou Shao Zhi yanbi zhuang 杭州邵芝岩笔庄 (registrierte Marke: Zhilantu 芝兰图)
- Hangzhou Shanwaishan caiguan youxian gongsi 杭州山外山菜馆有限公司 (registrierte Marke: Shanwaishan 山外山)
- Hangzhou Zhuyangxin yao ye youxian gongsi 杭州朱养心药业有限公司 (registrierte Marke: Zhuyangxin 朱养心)
- Hangzhou Xinyuan shoushidian youxian gongsi 杭州信源首饰店有限公司 (registrierte Marke: Xinyuan 信源)
- Zhejiang Zhizhonghe jiuye youxian gongsi 浙江致中和酒业有限公司 (registrierte Marke: Zhizhonghe 致中和)
- Hangzhou shi shipin niangzao youxian gongsi 杭州市食品酿造有限公司 (registrierte Marke: Wuweihe 五味和)
- Hangzhou Jiebai jituan gufen youxian gongsi 杭州解百集团股份有限公司 (registrierte Marke: Jiebai 解百)
- Hangzhou juanyanchang 杭州卷烟厂 (registrierte Marke: Liqun 利群))
- Zhejiang Zhenyuan yiyao liansuo youxian gongsi 浙江震元医药连锁有限公司 (registrierte Marke: Zhenyuantang 震元堂)
- Zhejiang Xinchang Tongxing shipin shiye youxian gongsi 浙江新昌同兴食品实业有限公司 (registrierte Marke: Tongxing 同兴)
- Ningbo shi Loumaoji shipin youxian gongsi 宁波市楼茂记食品有限公司 (registrierte Marke: Loumaoji 楼茂记)
- Ningbo Huatian touzi youxian gongsi 宁波华天投资有限公司 (registrierte Marke: Shengyangtai 升阳泰)

2010
- Wenzhou shi diyi baihuo shangdian 温州市第一百货商店 (registrierte Marke: Wen yibai 温一百)
- Wenzhou shi Jinsanyi shangdian 温州市金三益商店 (registrierte Marke: Jinsanyi 金三益)
- Zhejiang Wenzhou yiyao shangye jituan Laoxiangshan lian suo youxian gongsi Laoxiangshan liansuo zongdian 浙江温州医药商业集团老香山连锁有限公司老香山连锁总店 (registrierte Marke: Laoxiangshan 老香山)
- Zhejiang Dong Hai jiuye youxian gongsi 浙江东海酒业有限公司 (registrierte Marke: Chen de shun fa ji fang 陈德顺发记坊)
- Hangzhou Laodachang tiaoweipin youxian zeren gongsi 杭州老大昌调味品有限责任公司 (registrierte Marke: Laodachang 老大昌)
- Zhejiang Jiashan huangjiu gufen youxian gongsi 浙江嘉善黄酒股份有限公司 (registrierte Marke: Xitang 西塘)
- Huzhou Zhenyuantong shipin youxian gongsi 湖州震远同食品有限公司 (registrierte Marke: Zhenyuntong 震远同)
- Shaoxing Xianheng shipin youxian gongsi 绍兴咸亨食品有限公司 (registrierte Marke: Xianheng 咸亨)
- Zhongguo Shaoxing huangjiu jituan youxian gongsi 中国绍兴黄酒集团有限公司 (registrierte Marke: Guyue longshan 古越龙山)
- Yiwu shi Danxi jiuye youxian gongsi 义乌市丹溪酒业有限公司 (registrierte Marke: Danxipai 丹溪牌)
- Huzhou Zhulao shipin youxian gongsi 湖州诸老大食品有限公司 (registrierte Marke: Hulaoda 诸老大)
- Zhongguo Shaoxing huangjiu jituan Jianhu niangjiu chang 中国绍兴黄酒集团鉴湖酿酒厂 (registrierte Marke: Jianhupai 鉴湖牌)
- Hangzhou Yixiangzhai shipin youxian gongsi 杭州颐香斋食品有限公司 (registrierte Marke: Yixiang 颐香)
- Hangzhou Mijianchang youxian gongsi 杭州蜜饯厂有限公司 (registrierte Marke: Chenyuanchang 陈源昌)
- Hangzhou shi shipin niangzao youxian gongsi Hangzhou Hengtai niangzao 杭州市食品酿造有限公司杭州恒泰酿造厂 (registrierte Marke: Huyang 湖羊)
- Wenzhou shi Wuweihe fushipin shangchang 温州市五味和副食品商场 (registrierte Marke: Wuweihe 五味和)
- Huzhou ganchang jiuye youxian zeren gongsi 湖州乾昌酒业有限责任公司 (registrierte Marke: Ganchang 乾昌)
- Shangyu shi Tongren niangzao youxian gongsi 上虞市同仁酿造有限公司 (registrierte Marke: Xiehe 协和)
- Hangzhou Cuiqinzhai qingzhen shipin youxian gongsi 杭州翠沁斋清真食品有限公司 (registrierte Marke: Cuiqinzhai 翠沁斋)
- Hangzhou Jingyangguan tiaoliao jiangpin youxian gongsi 杭州景阳观调料酱品有限公司 (registrierte Marke: Jingyangguan 景阳观)
- Hangzhou Caizhizhai shipin youxian gongsi 杭州采芝斋食品有限公司 (registrierte Marke: Caizhizhai 采芝斋)
- Pinghu shi Laodingfeng niangzao shipin youxian gongsi 平湖市老鼎丰酿造食品有限公司 (registrierte Marke: Qunhuan 群欢)
- Longquan Nan Song Geyao ciye youxian gongsi 龙泉南宋哥窑瓷业有限公司 (registrierte Marke: Nan Song ge 南宋哥)
- Huzhou Laohenghe niangzao youxian gongsi 湖州老恒和酿造有限公司 (registrierte Marke: Laohenghe 老恒和)
- Jiangshan shi niangzao 江山市酿造厂 (registrierte Marke: Qinghu 清湖)
- Shaoxing renchang jiangyuan youxian gongsi 绍兴仁昌酱园有限公司 (registrierte Marke: Renchangji 仁昌记)
- Ningbo shi Weihua shipin youxian gongsi 宁波市味华食品有限公司 (registrierte Marke: Weihua 味华)

### Anhui
- Hefei baihuo dalou 合肥百货大楼 (registrierte Marke: Hefei baihuo 合肥百货)
- Zhongguo xuanzhi jituan gongsi 中国宣纸集团公司 (registrierte Marke: Hongxing 红星)
- Anhui kouzi jiuye gufen youxian gongsi 安徽口子酒业股份有限公司 (registrierte Marke: Kouzi 口子)
- Anhui sheng Huangshan shi Tunxi Hukaiwen mochang 安徽省黄山市屯溪胡开文墨厂 (registrierte Marke: Hukaiwen 胡开文)
- Anhui Tongqinglou canyin fazhan youxian gongsi 安徽同庆楼餐饮发展有限公司 (registrierte Marke: Tongqinglou 同庆楼)
- Anqing shi Huyumei niangzao shipin youxian zeren gongsi 安庆市胡玉美酿造食品有限责任公司 (registrierte Marke: Huyumei 胡玉美)
- Wuhu shi Sijichun jiudian 芜湖市四季春酒店 (registrierte Marke: Sijichun 四季春)
- Wuhu shi Gengfuxing jiulou 芜湖市耿福兴酒楼 (registrierte Marke: Gengfuxing 耿福兴)
- Anhui Shouchuntang dayaofang youxian gongsi 安徽寿春堂大药房有限公司 (registrierte Marke: Shouchuntang 寿春堂)
- Anhui Anke Yuliangqing yaoye youxian gongsi 安徽安科余良卿药业有限公司 (registrierte Marke: Yuliangqing hao 余良卿号)
- Anhui sheng Lu’an guapian chaye gufen youxian gongsi zhuce shangbiao hui liu安徽省六安瓜片茶业股份有限公司 (registrierte Marke: Anlu 徽六)

2010
- Anhui sheng Lu’an Guapian chaye gufen youxian gongsi 安徽省六安瓜片茶叶股份有限公司 (registrierte Marke: Huilu 徽六)
- Huangshan shi Houkeng chaye youxian gongsi 黄山市猴坑茶业有限公司 (registrierte Marke: Houkeng 猴坑)
- Huangshan Xie Yuda chaye gufen youxian gongsi 黄山谢裕大茶业股份有限公司 (registrierte Marke: Xiezheng’an 谢正安)
- Anhui ying jia gong jiu youxian gongsi 安徽迎驾贡酒有限公司 (registrierte Marke: Yingjia 迎驾)
- Ma’anshan shi Caishiji shipin youxian gongsi 马鞍山市采石矶食品有限公司 (registrierte Marke: Caishiji 采石矶)
- Anqing shi Mailongxiang shipin chang 安庆市麦陇香食品厂 (registrierte Marke: Mailongxiang 麦陇香)
- Hefei Gonghetang shipin 合肥公和堂食品厂 (registrierte Marke: Gonghetang 公和堂)
- Anhui jin zhongzi jituan youxian gongsi 安徽金种子集团有限公司 (registrierte Marke: Yingzhou 颍州)
- Fuyang Hongda shipin youxian gongsi 阜阳宏达食品有限公司 (registrierte Marke: Jiaohuaji 叫花鸡)
- Hefei shi Tangye yanjiu youxian zeren gongsi Zhang Shunxing shipin 合肥市糖业烟酒有限责任公司张顺兴食品厂 (registrierte Marke: Zhang Shunxing hao 张顺兴号)

### Fujian
- Zhangzhou Pianzi Huang yaoye gufen youxian gongsi 漳州片仔癀药业股份有限公司 (registrierte Marke: Pianzi Huang 片仔癀)
- Quanzhou Haochengcai canyin guanli youxian gongsi 泉州好成财餐饮管理有限公司 (registrierte Marke: Haochengcai 好成财)
- Quanzhou shi Chunshengtang jiuchang youxian gongsi 泉州市春生堂酒厂有限公司 (registrierte Marke: Chunshengtang 春生堂)
- Quanzhou shi Lingyuan yaoye youxian gongsi 泉州市灵源药业有限公司 (registrierte Marke: Lingyuan 灵源)
- Fuzhou mintian jituan youxian gongsi 福州民天集团有限公司 (registrierte Marke: Mintian 民天)
- Fuzhou Huichun yiyao liansuo youxian gongsi 福州回春医药连锁有限公司 (registrierte Marke: Huichun 回春)
- Hui’an xian jiquan chaye gongmao youxian gongsi 惠安县集泉茶叶工贸有限公司 (registrierte Marke: Longquepai 龙雀牌)
- Xiamen Haoqingxiang dajiulou 厦门好清香大酒楼 (registrierte Marke: Haoqingxiang 好清香)
- Xiamen shi Huangzehe shipin youxian gongsi 厦门市黄则和食品有限公司 (registrierte Marke: Huangzehe 黄则和)
- Xiamen shi Chenyouxiang tiaoweipin youxian gongsi 厦门市陈有香调味品有限公司 (registrierte Marke: Chenyouxiang 陈有香)
- Xiamen shi Nanputuo si shiye she 厦门市南普陀寺实业社 (registrierte Marke: Nanputuo 南普陀)

2010
- Fujian laojiu jiuye youxian gongsi 福建老酒酒业有限公司 (registrierte Marke: Gushanpai 鼓山牌)
- Fujian sheng Hongsheng Minhou jiuye youxian gongsi 福建省宏盛闽侯酒业有限公司 (Qinghong 青红)
- Fujian Fumao shipin youxian gongsi 福建复茂食品有限公司 (Fumao 复茂)
- Mingxi xian chengguan Rongxing roufu ganchang 明溪县城关荣兴肉脯干厂 (Rongxing 荣兴)
- Fujian sheng Anxi chengzhen shipin youxian gongsi 福建省安溪成珍食品有限公司 (Chengzhen 成珍)
- Xiamen shi Siming qu Yeshi maci jingying bu 厦门市思明区叶氏麻糍经营部 (Yeshi 叶氏)
- Xiamen shi Siming Chenji Gulong bingjia 厦门市思明区陈记鼓龙饼家 (Chenji 陈记)
- Xiamen Huangjinxiang shipin youxian gongsi 厦门黄金香食品有限公司 (Huangjinxiang 黄金香)
- Xiamen Bailu shipin gongye youxian gongsi 厦门白鹭食品工业有限公司 (Bailu 白鹭)
- Xiamen Taohua tongdiao weipin youxian gongsi 厦门淘化大同调味品有限公司 (Haidi 海堤)
- Xiamen shi Tong’an Wu zhaozhi Bobingdian 厦门市同安吴招治薄饼店 (Wuzhaozhi 吴招治)

- Fujian sheng Jiangle xian minjian Longchi guyan zuofang 福建省将乐县民间龙池古砚作坊 (Longchi 龙池)
- Fuzhou Juchunyuan jituan youxian gongsi 福州聚春园集团有限公司 (Juchunyuan 聚春园)
- Fuzhou Gulou qu Tongli rou Yan lao pu 福州鼓楼区同利肉燕老铺 (Tongli 同利)
- Fuzhou shi Gulou qu Laolujiang yadian 福州市鼓楼区老卤酱鸭店 (Laolu 老卤)
- Fuzhou shi Gulou qu Yonghe yuwandian 福州市鼓楼区永和鱼丸店 (Yonghe 永和)
- Fuzhou Yihai rou yan lao ou 福州依海肉燕老铺 (Yihai 依海)
- Fuzhou Taijiang Laotianhua yueqi hang 福州台江老天华乐器行 (Laotianhua 老天华)
- Zhangzhou shi Babao yin ni chang 漳州市八宝印泥厂 (Danxia 丹霞)
- Quanzhou zhongqiao (jituan) gufen youxian gongsi yuantang gongsi 泉州中侨 (集团)股份有限公司源和堂公司 (Yuanhetang 源和堂)
- Quanzhou qiao (jituan) gufen youxian gongsi yaoye gongsi 泉州中侨 (集团)股份有限公司药业公司 (Gujing 古井)
- Putian shi Huachang shoushi youxian gongsi 莆田市华昌首饰有限公司 (Huachang 华昌)
- Xiamen chaye jinchukou youxian gongsi 厦门茶叶进出口有限公司 (Haidi 海堤)
- Xiamen Weiyiqi xiandiao yishu youxian gongsi 厦门惟艺漆线雕艺术有限公司 (BOHUACAI)
- Xiamen Guangda yaofang liansuo youxian gongsi 厦门光华大药房连锁有限公司 (Foshou 佛手)

### Jiangxi
- Jiangxi youjia shipin youxian gongsi 江西友家食品有限公司 (registrierte Marke: Defuzhai 德福斋)
- Jiujiang shi qingzhen Liangyi Long bingdian 九江市清真梁义隆饼店 (registrierte Marke: Liangyi Long 梁义隆)
- Jiangxi Yongshu shifu youxian gongsi 江西永叔食府有限公司 (registrierte Marke: Yongshugong 永叔公)
- Jiujiang Shizhongshan douzhipin youxian gongsi 九江石钟山豆制品有限公司 (registrierte Marke: Shizhongshan pai 石钟山牌)

2010
- Nanchang Hengdali youxian zeren gongsi 南昌亨得利有限责任公司 (registrierte Marke: Hengdali 亨达利)
- Jiangxi sheng Nanchang shipin xiangzhai lüyou shipin youxian gongsi 江西省南昌市品香斋旅游食品有限公司 (registrierte Marke: Pinxiangzhai 品香斋)
- Jiangxi Jin xi sen he xing gong mian chang 江西金溪森和兴贡面厂 (registrierte Marke: Longpai 龙牌)
- Jiangxi Linchuan jiuye youxian gongsi 江西临川酒业有限公司 (registrierte Marke: Linchuan 临川)
- Jiangxi sheng Dayu xian Nan’an banya 江西省大余县南安板鸭厂 (registrierte Marke: Nan’an banya 南安板鸭)
- Gannan guoye gufen youxian gongsi Ganzhou jiuye fengongsi 赣南果业股份有限公司赣州酒业分公司 (registrierte Marke: Zhanggong 章贡)
- Jiangxi Wuyuan xian Qinghua jiuye youxian zeren gongsi 江西婺源县清华酒业有限责任公司 (registrierte Marke: Qinghua Wu 清华婺)
- Jiangxi aheng Yifeng Dongshan jiuye youxian gongsi 江西省宜丰洞山酒业有限公司 (registrierte Marke: Dongshan 洞山)
- Jiangxi duihua jiuye gongsi 江西堆花酒业公司 (registrierte Marke: Duihua 堆花)
- Jiangxi Yongshu fu shipin youxian gongsi 江西永叔府食品有限公司 (registrierte Marke: Yongshugong 永叔公)
- Jiangxi sheng Jiujiang shi fenggang jiuchang 江西省九江市封缸酒厂 (registrierte Marke: Xunyanglou 浔阳楼)
- Jiangxi Jiujiang Shizhongshan douzhipin youxian gongsi 江西九江石钟山豆制品有限公司 (registrierte Marke: Shizhongshan 石钟山)

### Shandong
- Jinan Daguanyuan gufen youxian gongsi 济南大观园股份有限公司 (registrierte Marke: Daguanyuan 大观园)
- Shandong fujiao jituan dong’a zhenjiao youxian gongsi 山东福胶集团东阿镇阿胶有限公司 (registrierte Marke: Fuzipai 福字牌)
- Jinan Hongjitang zhiyao youxian zeren gongsi 济南宏济堂制药有限责任公司 (registrierte Marke: Hongjitang 宏济堂)
- Shandong Zhoucun shaobing youxian gongsi 山东周村烧饼有限公司 (registrierte Marke: Zhoucun 周村)
- Yantai Zhangyu jituan youxian gongsi 烟台张裕集团有限公司 (registrierte Marke: Zhangyu 张裕)
- Jining Yutang jiangyuan youxian zeren gongsi 济宁玉堂酱园有限责任公司 (registrierte Marke: Yutang 玉堂)
- Shandong Dezhou paji jituan youxian gongsi 山东德州扒鸡集团有限公司 (registrierte Marke: Dezhou 德州)
- Weifang Ruifu youzhi tiaoliao youxian gongsi 潍坊瑞福油脂调料有限公司 (registrierte Marke: Cuizipai 崔字牌)
- Jinan shi yinshi fuwu zong gongsi Jufengde fandian 济南市饮食服务总公司聚丰德饭店 (registrierte Marke: Jufengde 聚丰德)
- Shandong Huang He Long jituan youxian gongsi 山东黄河龙集团有限公司 (registrierte Marke: Jiangshutang 强恕堂)
- Zibo Shihama canyin youxian gongsi 淄博石蛤蟆餐饮有限公司 (registrierte Marke: Shihama 石蛤蟆)
- Zibo Qingmeiju shipin youxian zeren gongsi 淄博清梅居食品有限责任公司 (registrierte Marke: Qingmeiju 清梅居)
- Dezhou Tongde niangzao youxian gongsi 德州通德酿造有限公司 (registrierte Marke: Tongde 通德)
- Shandong Jingzhi jiuye gufen youxian gongsi 山东景芝酒业股份有限公司 (registrierte Marke: Jingzhi 景芝)
- Dezhou shi Youyicun fandian 德州市又一村饭店 (registrierte Marke: Youyicun 又一村)
- Zibo Boshan Julecun shipin youxian zeren gongsi 淄博博山聚乐村食品有限责任公司 (registrierte Marke: Julecun 聚乐村)
- Jinan Dexinzhai shipin youxian gongsi 济南德馨斋食品有限公司 (registrierte Marke: Dexinzhai 德馨斋)
- Jinan Qimei meifa meirong youxian gongsi 济南奇美美发美容有限公司 (registrierte Marke: Qimei 奇美)
- Weishan xian Hu chanpin jiagong zongchang 微山县湖产品加工总厂 (registrierte Marke: Weishan Hu 微山湖)
- Qingdao Dengta niangzao youxian gongsi 青岛灯塔酿造有限公司 (registrierte Marke: Dengta 灯塔)
- Qingdao Shengxifu shiye youxian gongsi 青岛盛锡福实业有限公司 (registrierte Marke: Huanqiu 环球)
- Qingdao Tianzhen sheying youxian gongsi 青岛天真摄影有限公司 (registrierte Marke: Tianzhen 天真)
- Qingdao Haibin shipin youxian gongsi 青岛海滨食品有限公司 (registrierte Marke: Haibin 海滨)
- Qingdao qinglian Wanxiangzhai shipin 青岛青联万香斋食品厂 (registrierte Marke: Wanxiangzhai万香斋)
- Liqun jituan gufen youxian gongsi 利群集团股份有限公司 (registrierte Marke: Liqun 利群)
- Qingdao Taidong wujin shangdian 青岛台东五金商店 (registrierte Marke: Taidong wujin 台东五金)
- Qingdao Wanhechun shangmao youxian gongsi 青岛万和春商贸有限公司 (registrierte Marke: Wanhechun 万和春)
- Qingdao Weike jituan gufen youxian gongsi 青岛维客集团股份有限公司 (registrierte Marke: Laobai 崂百)
- Shandong Jimo huangjiu 山东即墨黄酒厂 (registrierte Marke: Jimo laojiu 即墨老酒)
- Qingdao pijiu gufen youxian gongsi 青岛啤酒股份有限公司 (registrierte Marke: Qingdao pijiu 青岛啤酒)
- Qingdao Laoshan kuangquanshui youxian gongsi 青岛崂山矿泉水有限公司 (registrierte Marke: Laoshan 崂山)
- Qingdao Fude xieye youxian gongsi 青岛孚德鞋业有限公司 (registrierte Marke: Fude 孚德)
- Qingdao jindaji weisu youxian gongsi 青岛金大鸡味素有限公司 (registrierte Marke: Jipai 鸡牌)
- Qingdao yimu jituan youxian zeren gongsi 青岛一木集团有限责任公司 (registrierte Marke: Jinling 金菱)
- Qingdao Jifan jituan konggu youxian gongsi 青岛即发集团控股有限公司 (registrierte Marke: Jifan 即发)
- Qingdao zixin shiye youxian gongsi 青岛紫信实业有限公司 (registrierte Marke: Jinmao 金锚)

- Zibo Rende chaye youxian gongsi 淄博仁德茶叶有限公司 (registrierte Marke: Rende 仁德)
- Jinan Baotuquan niangjiu youxian zeren gongsi 济南趵突泉酿酒有限责任公司 (registrierte Marke: Baotuquan 趵突泉)
- Shandong Yutu shipin youxian zeren gongsi 山东玉兔食品有限责任公司 (registrierte Marke: Yutu 玉兔)
- Linyi weiyizhai jiangyuan 临沂惟一斋酱园 (registrierte Marke: Weiyizhai 惟一斋)
- Dezhou shi Yongshengzhai paji youxian gongsi 德州市永盛斋扒鸡有限公司 (registrierte Marke: Yongshengzhai 永盛斋)
- Shandong Huawang niangzao youxian gongsi 山东华王酿造有限公司 (registrierte Marke: Wangcun 王村)
- Shandong Jinxiang xian Jinfeng gaodian shipin 山东金乡县金蜂糕点食品厂 (registrierte Marke: Jinfeng 金蜂)
- Shandong Lanling meijiu gufen youxian gongsi 山东兰陵美酒股份有限公司 (registrierte Marke: Lanling 兰陵)
- Shandong Qingzhou yunmen jiuye (jituan) youxian gongsi 山东青州云门酒业 (集团)有限公司 (registrierte Marke: Yunmen 云门)
- Zhaobin shipin youxian gongsi 赵斌食品有限公司 (registrierte Marke: Zhaobin 赵斌)
- Shandong Huimin Wudingfu niangzao youxian zeren gongsi 山东惠民武定府酿造有限责任公司 (registrierte Marke: Wudingfu 武定府)
- Jinan Taikang shiwu gongsi 济南泰康食物公司 (registrierte Marke: Taikang 泰康)
- Linqing shi Jimei niangzao youxian zeren gongsi 临清市济美酿造有限责任公司 (registrierte Marke: Jimei 济美)
- Shandong Gubeichun youxian gongsi 山东古贝春有限公司 (registrierte Marke: Gubeichun 古贝春)
- Shandong Bandaojing gufen youxian gongsi 山东扳倒井股份有限公司 (registrierte Marke: Bandaojing 扳倒井)

### Henan
- Kaifeng Diyilou youxian zeren gongsi 开封第一楼有限责任公司 (registrierte Marke: Diyi lou 第一楼)
- Luoyang shi Zhenbutong fandian youxian zeren gongsi 洛阳市真不同饭店有限责任公司 (registrierte Marke: Zhenbutong 真不同)
- Henan Shangqiu Dayoufeng jiangyuan 河南商丘大有丰酱园 (registrierte Marke: Guide dayoufeng 归德大有丰)
- Luoyang jiujia youxian zeren gongsi Luoyang jiujia 洛阳酒家有限责任公司洛阳酒家 (registrierte Marke: Bajing 八景)
- Henan xiang Chengshi Ruyang Liu biye youxian gongsi 河南项城市汝阳刘笔业有限公司 (registrierte Marke: Ruyang Liu 汝阳刘)

2010
- Jiaozuo shi Baihuo dalou youxian zeren gongsi 焦作市百货大楼有限责任公司 (registrierte Marke: JIAOBAI+tuxing JIAOBAI+图形)
- Zhengzhou shi Jinshui qu jinghua yanjing hang 郑州市金水区精华眼镜行 (registrierte Marke: Jinghua yanjing 精华眼镜)
- Henan sheng Songhe jiuye gufen youxian gongsi 河南省宋河酒业股份有限公司 (registrierte Marke: Songhe 宋河)
- Zhumadian shi Wangshouyi shisan xiang tiaoweipin jituan youxian gongsi 驻马店市王守义十三香调味品集团有限公司 (registrierte Marke: Wangshouyi 王守义)
- Kaifeng shi Tianfeng mianye youxian zeren gongsi 开封市天丰面业有限责任公司 (registrierte Marke: Shuangyu 双鱼)
- Weihui shi Shikui qingzhen rouzhipin youxian zeren gongsi 卫辉市世魁清真肉制品有限责任公司 (registrierte Marke: Shikui 世魁)
- Henan sheng Zhanggong jiuye youxian gongsi 河南省张弓酒业有限公司 (registrierte Marke: Zhanggong 张弓)
- Shangshui xian Zhenhua roushi youxian gongsi 商水县振华肉食有限公司 (registrierte Marke: Yezhenhua 葉振華)
- Baofeng jiuye youxian gongsi 宝丰酒业有限公司 (registrierte Marke: Baofengpai 宝丰牌)
- Xinxiang shi fushipin shuichan zonggongsi Luoguorou zhipin gongsi 新乡市副食品水产总公司罗锅肉制品公司 (registrierte Marke: Luoguo 罗锅)

### Hubei
- Wuhan Mayinglong yaoye jituan gufen youxian gongsi 武汉马应龙药业集团股份有限公司 (registrierte Marke: Mayinglong 马应龙)
- Wuhan Wufangzhai shipin maoyi youxian gongsi 武汉五芳斋食品贸易有限公司 (registrierte Marke: Wufangzhai 五芳斋)
- Wuhan Caoxiangtai shipin youxian zeren gongsi 武汉曹祥泰食品有限责任公司 (registrierte Marke: Caoxiangtai 曹祥泰)
- Wuhan shizhang Changshengtang lifa zongdian 武汉市长生堂理发总店 (registrierte Marke: Changshengtang 长生堂)
- Xiaogan Matang mijiu youxian zeren gongsi 孝感麻糖米酒有限责任公司 (registrierte Marke: Xiaoganpai 孝感牌)
- Hubei sheng Zhaoliqiao chahan 湖北省赵李桥茶厂 (registrierte Marke: Chuan 川)
- Yunmeng xian Chuhe yumianchang 云梦县楚河鱼面厂 (registrierte Marke: Chuhe 楚河)

2010
- Wuhan shi Jiang’an qu Laoheng dali shijie mingbiao youxian gongsi 武汉市江岸区老亨达利世界名表有限公司 (registrierte Marke: Laoheng dali 老亨达利)
- Hubei Han ming xi lai deng yanjing youxian gongsi 湖北汉明喜来登眼镜有限公司 (registrierte Marke: Han ming xi lai deng 汉明喜来登)
- Hubei Daohuaxiang jiuye gufen youxian gongsi 湖北稻花香酒业股份有限公司 (registrierte Marke: Daohuaxiang 稻花香)
- Hubei Zhijiang jiuye gufen youxian gongsi 湖北枝江酒业股份有限公司 (registrierte Marke: Zhijiang 枝江)
- Wuhan Tianlong Huanghelou jiuye youxian gongsi 武汉天龙黄鹤楼酒业有限公司 (registrierte Marke: Huanghelou 黄鹤楼)
- Hubei Jiukang shipin youxian gongsi 湖北久康食品有限公司 (registrierte Marke: Jiukang 久康)
- Huangshi shi Baiya shipin youxian gongsi 黄石市白鸭食品有限公司 (registrierte Marke: Baiya 白鸭)
- Wuhan Tanyanji yinshi youxian gongsi 武汉谈炎记饮食有限公司 (registrierte Marke: Tanyanji 谈炎记)
- Xiaogan shi Hongyuan yinshi fuwu youxian zeren gongsi mijiu dalou 孝感市宏源饮食服务有限责任公司米酒大楼 (registrierte Marke: Xiaogan mijiu 孝感米酒)
- Sichuan Jiannanchun jituan Hubei Huangshantou jiuye gongsi 四川剑南春集团湖北黄山头酒业公司 (registrierte Marke: Huangshantou 黄山头)
- Hubei sheng Anlu shi Yunhe jiuye youxian gongsi 湖北省安陆市涢河酒业有限公司 (registrierte Marke: Bishan 碧山)

### Hunan
- Changsha yinshi jituan Changsha Huogongdian youxian gongsi 长沙饮食集团长沙火宫殿有限公司 (registrierte Marke: Huogongdian 火宫殿)
- Changsha yinshi jituan Changsha Yuloudong youxian gongsi 长沙饮食集团长沙玉楼东有限公司 (registrierte Marke: Yuloudong 玉楼东)
- Jiuzhitang gufen youxian gongsi 九芝堂股份有限公司 (registrierte Marke: Jiuzhitang 九芝堂)
- Changsha yinshi jituan Changsha Yangyuxing youxian gongsi 长沙饮食集团长沙杨裕兴有限公司 (registrierte Marke: Yangyuxing 杨裕兴)
- Changsha yinshi jituan Changsha Youyicun youxian gongsi 长沙饮食集团长沙又一村有限公司 (registrierte Marke: Youyicun 又一村)
- Changsha shi Kaixuanmen sheying youxian zeren gongsi 长沙市凯旋门摄影有限责任公司 (registrierte Marke: Kaixuanmen 凯旋门)
- Hunan sheng Laoyang mingyuan yanjing youxian gongsi 湖南省老杨明远眼镜有限公司 (registrierte Marke: Laoyang mingyuan 老杨明远)
- Changsha Yuhe niangzao youxian gongsi 长沙玉和酿造有限公司 (registrierte Marke: Yuhe 玉和)
- Changsha shi Jiuruzhai shipin kaifa youxian gongsi 长沙市九如斋食品开发有限公司 (registrierte Marke: Jiuruzhai 九如斋)
- Changde shi Qingzhen Diyichun canyin youxian gongsi 常德市清真第一春餐饮有限公司 (registrierte Marke: Diyichun 第一春)
- Yuanjiang Yichang shipin youxian gongsi 沅江亿昌食品有限公司 (registrierte Marke: Yichang 亿昌)
- Hengyang shi Yangyuxing shiye youxian gongsi 衡阳市杨裕兴实业有限公司 (registrierte Marke: Yangyuxing 杨裕兴)

2010
- Changsha yinshi jituan Changsha yin yuan youxian gongsi 长沙饮食集团长沙银苑有限公司 (registrierte Marke: Yinyuan 银苑)
- Hunan Longpai jiangye jituan youxian gongsi 湖南龙牌酱业集团有限公司 (registrierte Marke: Long 龙)
- Changsha shi Demao Long shipin gongmao youxian gongsi 长沙市德茂隆食品工贸有限公司 (registrierte Marke: Demao Long 德茂隆)
- Changsha Ganchangshun mianshi youxian gongsi 长沙甘长顺面食有限公司 (registrierte Marke: Ganchangshun 甘长顺)
- Changsha shi Huangchun he shiye youxian gongsi 长沙市黄春和实业有限公司 (registrierte Marke: Huangchunhe 黄春和)

### Guangdong
- Guangzhou Baiyun Shan Chen Liji yaochang youxian gongsi 广州白云山陈李济药厂有限公司 (registrierte Marke: Chen Liji 陈李济)
- Guangzhou Zhongyi yaoye youxian gongsi 广州中一药业有限公司 (registrierte Marke: Zhongyipai 中一牌)
- Guangzhou Wanglaoji yaoye gufen youxian gongsi 广州王老吉药业股份有限公司 (registrierte Marke: Wanglaoji 王老吉)
- Foshan Fenglexing yaoye youxian gongsi 佛山冯了性药业有限公司 (registrierte Marke: Fenglexing 冯了性)
- Guangzhou Jingxiutang (yaoye) gufen youxian gongsi 广州敬修堂 (药业)股份有限公司 (registrierte Marke: Jingxiutang 敬修堂)
- Guangdong Hongxing jituan gufen youxian gongsi 广东宏兴集团股份有限公司 (registrierte Marke: Hongxing 宏兴)
- Guangzhou shi Zhimeizhai jiangyuan 广州市致美斋酱园 (registrierte Marke: Zhimeizhai致美斋)
- Guangzhou Pangaoshou yaoye gufen youxian gongsi 广州潘高寿药业股份有限公司 (registrierte Marke: Pangaoshou 潘高寿)
- Guangdong Mingzhu Zhenzhu hongjiuye youxian gongsi 广东明珠珍珠红酒业有限公司 (registrierte Marke: Zhenzhu 珍珠)
- Foshan shi Haitian tiaowei shipin youxian gongsi 佛山市海天调味食品有限公司 (registrierte Marke: Haitian 海天)
- Guangzhou jiujia qiye jituan youxian gongsi 广州酒家企业集团有限公司 (registrierte Marke: Guangzhou jiujia 广州酒家)
- Heshan shi Donggu tiaowei shipin youxian gongsi 鹤山市东古调味食品有限公司 (registrierte Marke: Donggupai 东古牌)
- Guangzhou xingqun (yaoye) gufen youxian gongsi 广州星群 (药业)股份有限公司 (registrierte Marke: Qunxing 群星)
- Guangzhou shi yaocai gongsi 广州市药材公司 (registrierte Marke: Caizhilin 采芝林)
- Guangzhou shi Lianxianglou 广州市莲香楼 (registrierte Marke: Lianxianglou 莲香楼)
- Yingde shi Quanxiang liangcha youxian gongsi 英德市权祥凉茶有限公司 (registrierte Marke: Xuqixiu 徐其修)
- Guangdong Yihetang zhiyao youxian gongsi 广东益和堂制药有限公司 (registrierte Marke: Shaxi 沙溪)
- Guangzhou Baiyun Shan Heji Gong zhiyao youxian gongsi 广州白云山何济公制药有限公司 (registrierte Marke: Heji Gongpai 何济公牌)
- Guangzhou Taotaoju yinshi youxian gongsi 广州陶陶居饮食有限公司 (registrierte Marke: Taotaoju 陶陶居)
- Guangzhou shipin qiye jituan youxian gongsi Huangshanghuang roushi zhipin 广州食品企业集团有限公司皇上皇肉食制品厂 (registrierte Marke: Huangshanghuang 皇上皇)
- Shantou shi Guangde Taijiu shiye youxian gongsi 汕头市广德泰酒厂实业有限公司 (registrierte Marke: Guangde taipai 广德泰牌)
- Zhongshan shi Juxiangyuan shipin youxian gongsi中山市咀香园食品有限公司 (registrierte Marke: Juxiangyuan 咀香园)
- Guangzhou shi Aiqun dajiudian 广州市爱群大酒店 (registrierte Marke: Aiqun 爱群)
- Guangzhou shi Xinya jiudian 广州市新亚大酒店 (registrierte Marke: Xin 新)

2010
- Foshan shi Taiji jiuchang youxian gongsi 佛山市太吉酒厂有限公司 (registrierte Marke: Chen taiji 陈太吉)
- Jiangmen shi Xinhui Dayou jiangyuan shipin youxian gongsi 江门市新会大有酱园食品有限公司 (registrierte Marke: Dayou 大有)
- Guangdong meiweixian tiaowei shipin youxian gongsi 广东美味鲜调味食品有限公司 (registrierte Marke: Qijiangqiaopai 岐江桥牌)
- Guangdongsheng jiu jiang jiu youxian gongsi 广东省九江酒厂有限公司 (registrierte Marke: Yuanhang 远航)
- Guangzhou shi qu xiang shipin youxian gongsi 广州市趣香食品有限公司 (registrierte Marke: Quxiang 趣香)
- Guangzhou shi pan xi jiujia youxian gongsi 广州市泮溪酒家有限公司 (registrierte Marke: Panxi 泮溪)
- Guangzhou shi pan tang shipin youxian gongsi 广州市泮塘食品有限公司 (registrierte Marke: Pantang 泮塘)
- Guangzhou shi bao sheng yuan youxian gongsi 广州市宝生园有限公司 (registrierte Marke: Bao sheng yuan 宝生园)
- Guangdong shun de jiu youxian gongsi 广东顺德酒厂有限公司 (registrierte Marke: Hongli 红荔)
- Shantou shi Chenghai qu Laoshanhe laweichang 汕头市澄海区老山合腊味厂 (registrierte Marke: Laoshanhe 老山合)

### Guangxi
- Guangxi Yulin zhiyao youxian zeren gongsi 广西玉林制药有限责任公司 (registrierte Marke: Yulin 玉林)
- Nanning baihuo dalou gufen youxian gongsi 南宁百货大楼股份有限公司 (registrierte Marke: Nanbai 南百)

2010
- Guilin Xiangshan jiuye youxian gongsi 桂林湘山酒业有限公司 (registrierte Marke: Xiangshan 湘山)
- Nanning shi jiangliao chang 南宁市酱料厂 (registrierte Marke: Tieniao 铁鸟)
- Wuzhou Longshan jiuye youxian gongsi 梧州龙山酒业有限公司 (registrierte Marke: Longshan 龙山)

### Chongqing
- Chongqing shi shangwu jituan yinshi fuwu youxian gongsi重庆市商务集团饮食服务有限公司 (registrierte Marke: Lao Sichuan 老四川)
- Chongqing qiao tou huo guo yinshi fuwu youxian gongsi重庆桥头火锅饮食服务有限公司 (registrierte Marke: Qiaotou 桥头)
- Chongqing shi shangwu jituan yinshi fuwu youxian gongsi重庆市商务集团饮食服务有限公司 (registrierte Marke: Yizhishi 颐之时)
- Chongqing jinxing gufen youxian gongsi重庆金星股份有限公司 (registrierte Marke: Jinjue 金角)
- Chongqing shi Jiangjin mihuatang youxian zeren gongsi重庆市江津米花糖有限责任公司 (registrierte Marke: Meiguipai 玫瑰牌)
- Chongqing shi Jiangjin niangzao tiaowei pin youxian zeren gongsi重庆市江津酿造调味品有限责任公司 (registrierte Marke: Maijin 迈进)
- Chongqing Guilou shipin gufen youxian gongsi重庆桂楼食品股份有限公司 (registrierte Marke: Guilou 桂楼)
- Chongqing Jingyi gaodeng yanjing liansuo youxian gongsi重庆精益高登眼镜连锁有限公司 (registrierte Marke: Jingyi gaodeng 精益高登)
- Chongqing shi Liangping Zhangyazi shipin youxian gongsi 重庆市梁平张鸭子食品有限公司 (registrierte Marke: Zhangyazi 张鸭子)

2010
- Yongchuan douchi shipin youxian gongsi 永川豆豉食品有限公司 (registrierte Marke: Yongchuan 永川)
- Chongqing Bai shi Yi banya shipin youxian zeren gongsi 重庆白市驿板鸭食品有限责任公司 (registrierte Marke: Bai shi Yi 白市驿)
- Chongqing Guanshengyuan shipin youxian zeren gongsi 重庆冠生园食品有限责任公司 (registrierte Marke: Guanshengyuan 冠生园)
- Chongqing shi jiang jin jiu chang (jituan) youxian gongsi 重庆市江津酒厂 (集团)有限公司 (registrierte Marke: Jijiang 几江)
- Chongqing Huanghuayuan niangzao tiaoweipin youxian zeren gongsi 重庆黄花园酿造调味品有限责任公司 (registrierte Marke: Huanghuayuan 黄花园)
- Yunshan xian qianjin shipin 云山县前进食品厂 (registrierte Marke: Ruilanzhai 瑞兰斋)
- Chongqing shi Zhong xian Zhongzhou furu niangzao youxian gongsi 重庆市忠县忠州腐乳酿造有限公司 (registrierte Marke: Shibaozhai 石宝寨)
- Chongqing Liangping Zhang yazi shipin youxian gongsi 重庆梁平张鸭子食品有限公司 (registrierte Marke: Dahezhang 大河张)

### Sichuan
- Sichuan sheng Chengdu shi yinshi gongsi 四川省成都市饮食公司 (Long chaoshou dian龙抄手店, registrierte Marke: Long 龙)
- Sichuan sheng Chengdu shi yinshi gongsi 四川省成都市饮食公司 (Chen mapo doufu dian陈麻婆豆腐店, registrierte Marke: Chen mapo 陈麻婆)
- Sichuan sheng Chengdu shi yinshi gongsi 四川省成都市饮食公司 (Lai tangyuandian 赖汤圆店, registrierte Marke: Lai 赖)
- Sichuan sheng Chengdu shi yinshi gongsi 四川省成都市饮食公司 (Zhong shuijiaodian 钟水饺店, registrierte Marke: Zhong 钟)
- Sichuan sheng Chengdu shi yinshi gongsi 四川省成都市饮食公司 (Fuqi feipiandian 夫妻肺片店, registrierte Marke: Fuqi 夫妻)
- Sichuan sheng Chengdu shi yinshi gongsi 四川省成都市饮食公司 (Rong leyuan 荣乐园, registrierte Marke: Rong leyuan 荣乐园)
- Sichuan sheng Chengdu shi yinshi gongsi 四川省成都市饮食公司 (Pansunshi 盘飧市, registrierte Marke: Pansunshi 盘飧市)
- Sichuan sheng Chengdu shi yinshi gongsi 四川省成都市饮食公司 (Haozidong yadian耗子洞鸭店, registrierte Marke: Haozidong 耗子洞)
- Sichuan Baoning zhengmo youxian gongsi 四川保宁蒸馍有限公司 (registrierte Marke: Baoning 保宁)
- Sichuan sheng Chengdu shi yinshi gongsi 四川省成都市饮食公司 (registrierte Marke: Daijiang caotang 带江草堂)
- Sichuan sheng Yibin Wuliang Ye jituan youxian gongsi 四川省宜宾五粮液集团有限公司 (registrierte Marke: Wuliang Ye 五粮液)
- Luzhou laojiao gufen youxian gongsi 泸州老窖股份有限公司 (registrierte Marke: Luzhou laojiao 泸州老窖)
- Sichuan Jiannanchun (jituan) youxian zeren gongsi 四川剑南春 (集团)有限责任公司 (registrierte Marke: Jiannanchun 剑南春)
- Sichuan Quanxing gufen youxian gongsi 四川全兴股份有限公司 (registrierte Marke: Quanxing 全兴)
- Sichuan sheng Gulin Langjiuchang 四川省古蔺郎酒厂 (registrierte Marke: Langpai 郎牌)
- Sichuan Tuopai qujiu gufen youxian gongsi 四川沱牌曲酒股份有限公司 (registrierte Marke: Tuopai 沱牌)
- Sichuan Baoningcu youxian gongsi 四川保宁醋有限公司 (registrierte Marke: Baoning 保宁)
- Sichuan sheng Pi xian douban gufen youxian gongsi 四川省郫县豆瓣股份有限公司 (registrierte Marke: Juanchengpai 鹃城牌)
- Sichuan sheng Ziyang shi Linjiangsi douban youxian gongsi 四川省资阳市临江寺豆瓣有限公司 (registrierte Marke: Linjiangsi 临江寺)
- Sichuan Jiangkou chunjiuye (jituan) youxian gongsi 四川江口醇酒业 (集团)有限公司 (registrierte Marke: Jiangkouchun 江口醇)
- Sichuan Yanshan weiye youxian zeren gongsi 四川烟山味业有限责任公司 (registrierte Marke: Yanshan 烟山)
- Sichuan Xiongjian shiye youxian gongsi 四川雄健实业有限公司 (registrierte Marke: Xiongjian fengtian 雄健丰田)
- Zigong sanmu tiaowei pin niangzao youxian gongsi 自贡三木调味品酿造有限公司 (registrierte Marke: Taiyuanjing 太源井)
- Chengdu shi Pi xian shaofeng he tiaowei pinshi ye youxian gongsi 成都市郫县绍丰和调味品实业有限公司 (registrierte Marke: Shaofenghe 绍丰和)
- Sichuan Dingxing shipin gongye youxian gongsi 四川鼎兴食品工业有限公司 (registrierte Marke: Dingxing 鼎兴)
- Sichuan Derentang yaoye liansuo youxian gongsi 四川德仁堂药业连锁有限公司 (registrierte Marke: Derentang 德仁堂)

2010
- Sichuan Chuanbei (liangfen) yinshi wenhua youxian gongsi 四川川北 (凉粉)饮食文化有限公司 (registrierte Marke: Chuanbei 川北)
- Chengdu Xintong hui shi ye youxian zeren gongsi (Zhang Laowu liangfen) 成都新通惠实业有限责任公司 (张老五凉粉) (registrierte Marke: Zhang Laowu 张老五)
- Chengdu xin hui shi ye youxian zeren gongsi 成都新通惠实业有限责任公司 (Zhihuzi Longyan baozi binlong dian 痣胡子龙眼包子宾隆店) (registrierte Marke: Zhihuzi 痣胡子)
- Chengdu shi Tongjin da shang mao youxian zeren gongsi (Dongzi kouzhang liangfen) 成都市通锦达商贸有限责任公司 (洞子口张凉粉) (registrierte Marke: Dongzi kouzhang 洞子口张)
- Sichuan sheng Mianyang shi Fenggu jiuye youxian zeren gongsi 四川省绵阳市丰谷酒业有限责任公司 (registrierte Marke: Fenggu 丰谷)
- Luzhou Huguo Chen cu gufen youxian zeren gongsi 泸州护国陈醋股份有限责任公司 (registrierte Marke: Huguoyan 护国岩)
- Sichuan Qingxiangyuan weipin gufen youxian zeren gongsi 四川清香园调味品股份有限责任公司 (registrierte Marke: Qingxiangyuan 清香园)
- Sichuan sheng Wutongqiao de chang yuan jiang yuan chang 四川省五通桥德昌源酱园厂 (registrierte Marke: Qiao 桥)
- Sichuan sheng Leshan shi guanghong shipin youxian zeren gongsi 四川省乐山市光洪食品有限责任公司 (registrierte Marke: Suji 苏稽)
- Sichuan Babaishou jiuye youxian gongsi 四川八百寿酒业有限公司 (registrierte Marke: Pengzu 彭祖)
- Zigong shi tianwei shipin youxian gongsi 自贡市天味食品有限公司 (registrierte Marke: Tianche 天车)
- Sichuan sheng Luojiang xian douji youxian zeren gongsi 四川省罗江县豆鸡有限责任公司 (registrierte Marke: Luojiang 罗江)
- Sichuan sheng Chongzhou shi laohao Tangchangfa mabingchang 四川省崇州市老号汤长发麻饼厂 (registrierte Marke: Tangchangfa 汤长发)
- Sichuan Langzhong Wangzhongwang niangzao youxian gongsi 四川阆中王中王酿造有限公司 (registrierte Marke: Guizu Wangzhongwang 贵族王中王)
- Chengdu shi Guihuazhuang shipin youxian gongsi 成都市桂花庄食品有限公司 (registrierte Marke: Guihuazhuang 桂花庄)

### Guizhou
- Zhongguo Guizhou Maotaijiu chang youxian zeren gongsi 中国贵州茅台酒厂有限责任公司 (registrierte Marke: Moutai / Maotai 茅台)
- Guizhou Tongjitang zhiyao gufen youxian gongsi贵州同济堂制药股份有限公司 (registrierte Marke: Tongjitang 同济堂)

2010
- Guizhou Duyun maojiancha jituan youxian gongsi 贵州都匀毛尖茶集团有限公司 (registrierte Marke: Duyun maojian 都匀毛尖)
- Guizhou Laiyongchu jiuye youxian gongsi 贵州赖永初酒业有限公司 (registrierte Marke: Laiyongchu 赖永初)
- Guizhous heng Sandu Shuizu zizhi xian Jiuqian jiuchang 贵州省三都水族自治县九阡酒厂 (registrierte Marke: Jiuqian 九阡)
- Guizhou ya xi jiu ye youxian gongsi 贵州鸭溪酒业有限公司 (registrierte Marke: Yaxi 鸭溪)
- Guizhou zhenye Dongjiu gufen youxian gongsi 贵州振业董酒股份有限公司 (registrierte Marke: Dong 董)
- Zunyi fushou dangaochang 遵义福寿蛋糕厂 (registrierte Marke: Yanshou 延寿)
- Zunyi shi Laoxie chuantong huokaoji dangaochang 遵义市老谢氏传统火烤鸡蛋糕厂 (registrierte Marke: Laoxieshi 老谢氏)

### Yunnan
- Kunming Jiqing xiang shipin youxian zeren gongsi 昆明吉庆祥食品有限责任公司 (registrierte Marke: Jiqingpai 吉庆牌)
- Kunming Guanshengyuan shipin youxian gongsi 昆明冠生园食品有限公司 (registrierte Marke: Meihuapai 梅花牌)
- Kunming niangzao zongchang 昆明酿造总厂 (registrierte Marke: Kunhupai 昆湖牌)
- Kunming Guimeixuan shipin youxian gongsi 昆明桂美轩食品有限公司 (registrierte Marke: Guimeixuan 桂美轩)
- Kunming Fulintang yaoye youxian gongsi 昆明福林堂药业有限公司 (registrierte Marke: Fulintang 福林堂)
- Kunming Laobo yuntang yaoye youxian gongsi 昆明老拨云堂药业有限公司 (registrierte Marke: Laobo yuntangpai 老拨云堂牌)
- Yunnan sheng Tengchong zhiyaochang 云南省腾冲制药厂 (registrierte Marke: Tengyao 腾药)
- Zhaotong Yuezhonggui shipin youxian zeren gongsi 昭通月中桂食品有限责任公司 (registrierte Marke: Yuezhonggui 月中桂)
- Yunnan Tonghai hongbin lüse shipin youxian gongsi 云南通海宏斌绿色食品有限公司 (registrierte Marke: Diaodingzhai 调鼎斋)
- Yunnan Tonghai minzu yinshi zhipin youxian gongsi 云南通海民族银饰制品有限公司 (registrierte Marke: Kongquepai 孔雀牌)
- Kunming Yinshi fuwu youxian gongsi 昆明饮食服务有限公司 (registrierte Marke: Jianxinyuan 建新园)

2010
- Kunming Jingyi yanjing youxian gongsi 昆明精益眼镜有限公司 (registrierte Marke: Ruiming 瑞明)
- Yunnan yang lin fei jiu youxian gongsi 云南杨林肥酒有限公司 (registrierte Marke: Yanglin 杨林)
- Zhaotong Wanhe shipin youxian gongsi 昭通万和食品有限公司 (registrierte Marke: Wanhe 万和)
- Kunming de guantou shipin youxian zeren gongsi 昆明德和罐头食品有限责任公司 (registrierte Marke: Dehe 德和)
- Yunnan xuan wei huotui jituan youxian zeren gongsi 云南宣威火腿集团有限责任公司 (registrierte Marke: Xuanzi 宣字)
- Yunnan sheng Tonghai xian jiangcaichang 云南省通海县酱菜厂 (registrierte Marke: Tonghaipai 通海牌)

### Shaanxi
- Xi’an yinshi fuwu (jituan) gufen youxian gongsi Xi’anfanzhuang 西安饮食服务 (集团)股份有限公司西安饭庄 (registrierte Marke: Xi’an fan zhuang 西安饭庄)
- Ma ming ren gao yao pu马明仁膏药铺 (registrierte Marke: Ma ming ren gao yao 马明仁膏药)
- Xi’an yinshi fuwu (jituan) gufen youxian gongsi Defachang jiudian西安饮食服务 (集团)股份有限公司德发长酒店 (registrierte Marke: Defachang 德发长)
- Xi’an yinshi fuwu (jituan) gufen youxian gongsi Wuyi fandian 西安饮食服务 (集团)股份有限公司五一饭店 (registrierte Marke: Wuyi fandian 五一饭店)
- Xi’an Xibei Yanjing xing youxian zeren gongsi 西安西北眼镜行有限责任公司 (registrierte Marke: Xibei yanyi xing 西北眼镱行)
- Xi’an Jiasan qingzhen guantang baoziguan 西安贾三清真灌汤包子馆 (registrierte Marke: Jiasan 贾三)
- Xi’an shi Demaogong shipin shangdian 西安市德懋恭食品商店 (registrierte Marke: Demaogong 德懋恭)
- Xianyang Zhangji canyin youxian gongsi 咸阳张记餐饮有限公司 (registrierte Marke: Zhangji 张记)
- Shanxi Xifengjiu gufen youxian gongsi xifeng 陕西西凤酒股份有限公司 (registrierte Marke: Xifeng 西凤)
- Yang xian Daxiande tiaoweipin youxian gongsi 洋县大咸德调味品有限公司 (registrierte Marke: Daxiande 大咸德)

2010
- Shanxi sheng Taibai jiuye gufen youxian gongsi 陕西省太白酒业股份有限公司 (registrierte Marke: Taibai 太白)
- Shanxi bai shui du kang jiu ye youxian zeren gongsi 陕西白水杜康酒业有限责任公司 (registrierte Marke: Baishui dukang 白水杜康)
- Yang xian da xian de tiaoweipin youxian gongsi 洋县大咸德调味品有限公司 (registrierte Marke: Zhuhuan 朱鹮)
- Tongguan jiangcai shipin 潼关酱菜食品厂 (registrierte Marke: Tongguan 潼冠)
- Shanxi sheng Chenggu jiuye youxian gongsi 陕西省城固酒业有限公司 (registrierte Marke: Chenggu 城古)
- Xi’an Yongxin qingzhen roulei shipin youxian gongsi 西安永信清真肉类食品有限公司 (registrierte Marke: Jia Yongxin 贾永信)
- Shanxi Qinchuanjiu youxian gongsi 陕西秦川酒有限公司 (registrierte Marke: Qinchuan 秦川)
- Shanxi Qinyang changsheng jiuye youxian gongsi 陕西秦洋长生酒业有限公司 (registrierte Marke: Xiecunqiao 谢村桥)
- Shanxi Qinyang chengsheng jiuye youxian gongsi 陕西秦洋长生酒业有限公司 (registrierte Marke: Qinyangpai 秦洋牌)

### Gansu
- Lanzhou Jingyanglou canyin youxian zeren gongsi兰州景扬楼餐饮有限责任公司 (registrierte Marke: Jingyanglou 景扬楼)
- Lanzhou Foci zhiyao gufen youxian gongsi 兰州佛慈制药股份有限公司 (registrierte Marke: Fuci 佛慈)
- Lanzhou Tianshengyuan shipin gongye youxian gongsi兰州天生园食品工业有限公司 (registrierte Marke: Tianshengyuan 天生园)
- Tianshui Feitian diaoqi gongyi jiaju youxian zeren gongsi天水飞天雕漆工艺家俱有限责任公司 (registrierte Marke: Feitianpai 飞天牌)
- Gansu Hongchuan jiuye youxian zeren gongsi甘肃红川酒业有限责任公司 (registrierte Marke: Hongchuan 红川)

2010
- Gansu Jinhui jiuye youxian gongsi 甘肃金徽酒业有限公司 (registrierte Marke: Jinhui 金徽)
- Gansu Binhe jiuliang jiuye youxian gongsi 甘肃滨河九粮酒业有限公司 (registrierte Marke: Binhe 滨河)
- Pingliang shi xinshiji liu hu chun jiu ye youxian gongsi 平凉市新世纪柳湖春酒业有限公司 (registrierte Marke: Kongdong 崆峒)
- Gansu wujiu jiuye youxian gongsi 甘肃武酒酒业有限公司 (registrierte Marke: Wujiu 武九)
- Longxi Jinhua fulirou zhipin gongsi 陇西金华福利肉制品公司 (registrierte Marke: Zuchi 足赤)
- Gansu Longxi Weishui jiuye youxian gongsi 甘肃陇西渭水酒业有限公司 (registrierte Marke: Weishui 渭水)

### Ningxia
- Ningxia Huizu zizhiqu Yinchuan shixie lihou yiyao liansuo zongdian 宁夏回族自治区银川市协力厚医药连锁总店 (registrierte Marke: Xielihou 协力厚)
- Ningxia Jingyitai qingzhen shipin youxian gongsi 宁夏敬义泰清真食品有限公司 (registrierte Marke: Jingyitai 敬义泰)

### Qinghai
2010
- Qinghai Huzhu qingke jiu youxian gongsi 青海互助青稞酒有限公司 (registrierte Marke: Huzhu 互助)

### Xinjiang
2010
- Xinjiang Santai jiuye (jituan) youxian gongsi 新疆三台酒业 (集团)有限公司 (registrierte Marke: Santai 三台)
- Xinjiang qi yi jiang yuan niangzao shipin youxian zeren gongsi 新疆七一酱园酿造食品有限责任公司 (registrierte Marke: Qiyi jiangyuan 七一酱园)
- Xinjiang diyi jiao gucheng jiuye youxian gongsi 新疆第一窖古城酒业有限公司 (registrierte Marke: Gucheng 古城)

### Hainan
- Hainan Nanguo shipin shiye youyin gongsi 海南南国食品实业有限公司 (registrierte Marke: Nanguo 南国)

### Sonderverwaltungszonen

#### Hongkong
- Qichang 祺昌
- Xianggang Baohetang zhiyao 香港宝和堂制药
- Bainian longhua 佰年隆华
- Zhoudafu zhubao 周大福珠寶
- Zhoushengsheng 周生生
- Zhenweishijia 珍味世家
- Xianggang yongji jiujia 香港镛記酒家
- Xufuji guoji jituan 徐福记国际集团
- Taichang bingjia 泰昌饼家
- Mabai liang 马百良
- Zhoudingji 粥鼎记
- Yuhua Guohuo gongsi 裕華國貨公司

#### Macau
- Juxiangyuan 咀香园
- Xieliyuan 谢利源
- Huangzhiji 黄枝记
- Foxiaolou canting 佛笑楼餐厅
- Hongxin yezi pu 洪馨椰子铺
- Huangji bingjia 晃记饼家
- Aomen xiangji 澳门香记
- Juji 钜记
- Decheng an 德成按
- Liji bingjia 礼记饼家
- Moyiji 莫义记
- Fengcheng zhuji 凤城珠记